# Werkzeuggebrauch bei Tieren

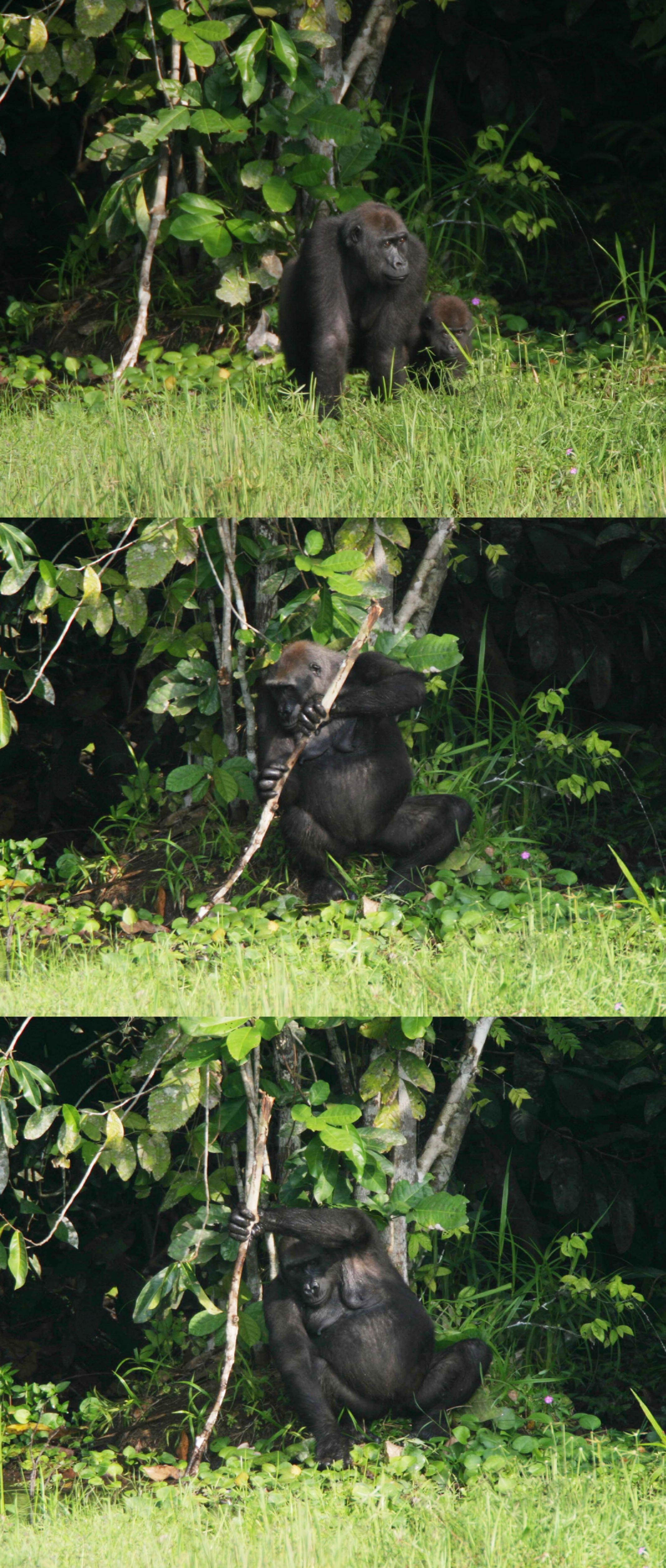
Werkzeuggebrauch durch einen Gorilla

Als Werkzeuggebrauch bei Tieren gilt nach einer Definition von Jane Goodall die Anwendung von nicht zum Körper gehörenden Objekten, mit deren Hilfe die Funktionen des eigenen Körpers erweitert werden, um auf diese Weise ein unmittelbares Ziel zu erreichen. Eine andere Definition beschreibt den Werkzeuggebrauch bei Tieren als die Handhabung eines unbelebten Objektes, mit dessen Hilfe die Position oder Form eines weiteren Objektes verändert wird.
Das Zerhacken eines Schneckenhauses mit dem Schnabel bei Vögeln – der Teil ihres Körpers ist – oder das Errichten eines Nests durch das Heranschaffen von Zweigen und Gräsern gilt diesen Definitionen zufolge nicht als Gebrauch eines Werkzeugs.

## Historisches
Dem Gebrauch von Werkzeugen im Tierreich wurde erst mit dem Aufschwung der Tierpsychologie und der aus ihr hervorgegangenen Ethologie wissenschaftliche Aufmerksamkeit zuteil. Bahnbrechend waren die Studien von Wolfgang Köhler an Schimpansen in seiner kleinen Forschungsstation auf Teneriffa. Vor diesen 1917 und erneut 1921 publizierten Studien, die rasch andere Forscher zu ähnlichen Tests anregten, hatte der Werkzeuggebrauch, von anekdotenhaften Einzelfallschilderungen abgesehen, als das alleinige Vorrecht der Menschen gegolten. Die Gattung Homo wurde sogar zeitweise vor allem durch den Nachweis von Werkzeuggebrauch gegen zeitlich frühere Gattungen der Hominini abgegrenzt.
Forscher auf dem Gebiet der Primatenarchäologie analysieren seit wenigen Jahren fächerübergreifend (u. a. durch Ausgrabungen) die Geschichte des Herstellens von Werkzeugen als Ausdruck der frühesten belegbaren, materiellen Kultur bei Primaten.

## Primaten
Dass Menschenaffen Werkzeuge benutzen können, ist seit langem bekannt. Bereits 1778 hatte der niederländische Naturforscher Arnout Vosmaer aus eigener Anschauung über einen der ersten lebend in Europa eingetroffenen Orang-Utans berichtet, dieser habe 1776 in der Menagerie von Wilhelm V. versucht, mit einem kleinen Stück Holz ein Schloss zu öffnen. Bei einer anderen Gelegenheit habe er versucht, mit einem aus einem Brett herausgezogenen Nagel die Befestigung der Kette wegzuhebeln, mit der er in seinem Käfig angebunden war. 1871 erwähnte Charles Darwin in seiner Schrift über Die Abstammung des Menschen und die geschlechtliche Zuchtwahl die 1844 publizierte Beobachtung eines Schimpansen, der „im Naturzustand“ [wild im Freiland] eine einheimische Frucht, die einer Walnuss ähnelt, „mit einem Stein“ knackt (the chimpanzee in a state of nature cracks a native fruit, somewhat like a walnut, with a stone), was vermutlich die älteste belegte Freilandbeobchtung des Werkzeuggebrauchs von Schimpansen ist; in der 1844 im Boston Journal of Natural History veröffentlichten verhaltensbiologischen Beschreibung von Schimpansen heißt es wörtlich bezüglich der Nüsse: „these they crack with stones precisely in the manner of human beings.“ (diese knacken sie mit Steinen genau nach Art der Menschen)
Erst seit wenigen Jahren wird jedoch genauer erforscht, wie häufig, in welchen Zusammenhängen und auf welche Weise Menschenaffen ihre Werkzeuge bearbeiten und nutzen. In freier Wildbahn wurden bislang Schimpansen (Pan troglodytes) und Orang-Utans beim Werkzeuggebrauch beobachtet, nicht aber Bonobos (Pan paniscus). Tatsächlich spielen schon frei lebende, junge Schimpansen häufiger mit potentiell als Werkzeug geeigneten Objekten als junge Bonobos; allerdings war der männliche Bonobo Kanzi in der Lage, nach Unterweisung durch seine Pfleger Steinwerkzeuge herzustellen und ein Feuer zu entzünden, und auch andere in Tierhaltungen befindliche Bonobos wurden beim Benutzen von Werkzeugen beobachtet. Ob es neben dem fotografisch belegten Gebrauch einer „Gehhilfe“ (siehe Abbildung weiter unten) durch einen weiblichen Gorilla auch andere Formen des Werkzeuggebrauchs bei Gorillas gibt, ist unbekannt.

### Schimpansen
Schimpansen – den nächsten Verwandten des Menschen – traute man diesen Gebrauch schon früh zu, und so fanden schon früh entsprechende Laborstudien statt. Doch dauerte es lange, bis sich herausstellte, dass sie Werkzeuge auch im Freiland benutzen und sogar Jagdwaffen herstellen. In Afrika sind heute acht frei lebende Schimpansen-Populationen so sehr an die Anwesenheit von Beobachtern gewöhnt, dass sie aus großer Nähe von morgens bis abends beobachtet werden können.

#### Frühe Laborstudien

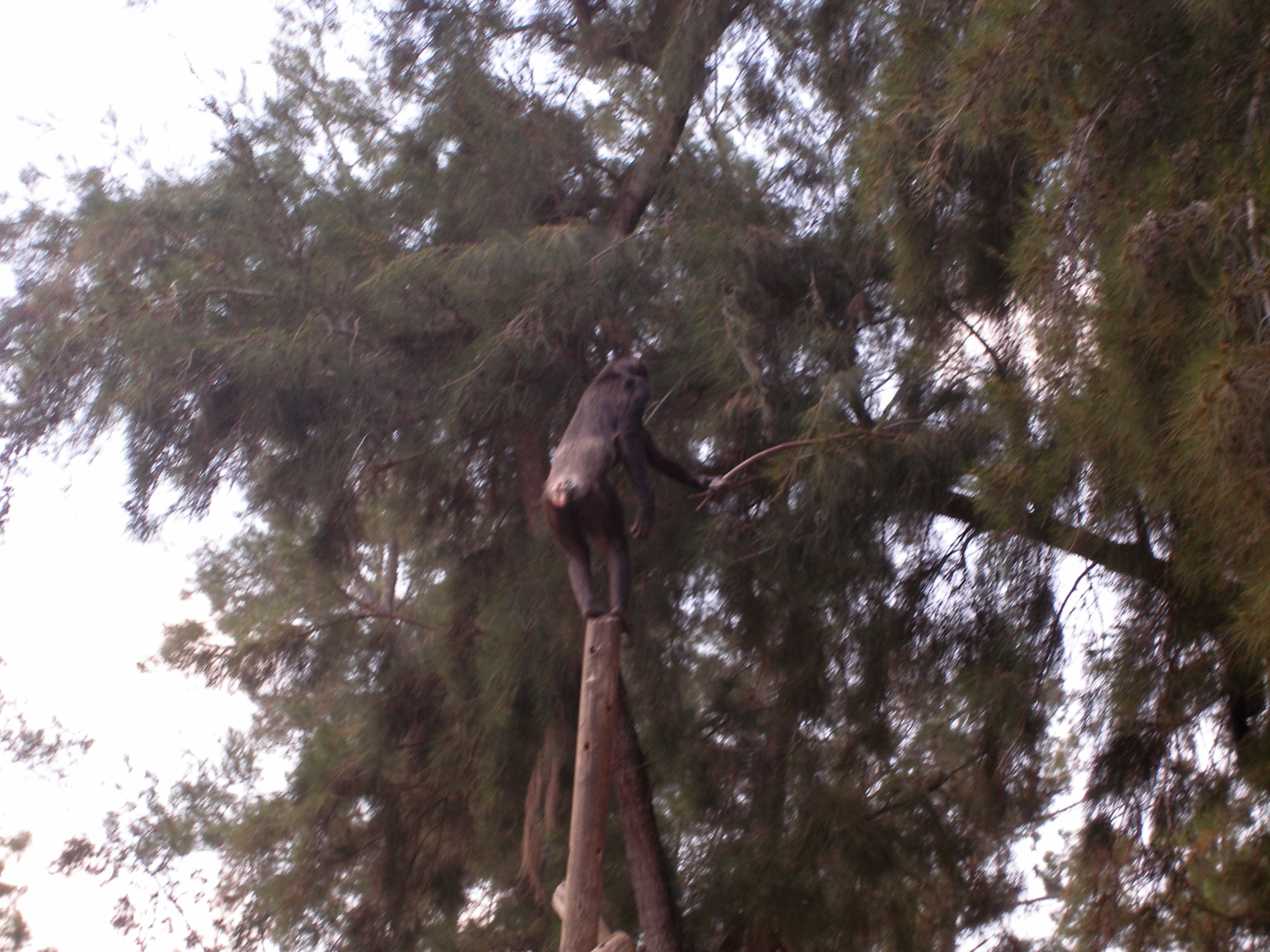
Schimpanse mit Stock
(im Zoo von Ramat Gan, Israel)

Die Schimpansen von Wolfgang Köhler waren Wildfänge, die von Kamerun nach Teneriffa gebracht und zunächst mit sehr einfachen Versuchsanordnungen konfrontiert worden waren. Köhler beschrieb eines der Experimente mit Sultan Jahrzehnte später so:

„Eine Banane wird oben ins Drahtgitterdach des Spielplatzes gehängt, viel zu hoch, um selbst im Sprung von einem Schimpansen erreicht zu werden. Einige Meter von dieser Stelle entfernt befindet sich eine Kiste von beträchtlicher Größe. Hier zögerte Sultan niemals; er schleppte die Kiste so weit, bis sie gerade unter der Banane stand, kletterte herauf, sprang von hier aus in die Höhe und erreichte die Banane ohne die geringste Mühe.“

Andere Schimpansen hatten unter anderem Kistentürme gebaut und waren an diesen empor geklettert, um an hoch hängende Bananen heranzukommen. Ferner hatten sie Stöcke ineinander gesteckt, um damit an eine Frucht zu kommen, die sich außerhalb ihres Käfigs befand. Aus den Beschreibungen Köhlers geht hervor, dass die Schimpansen diese Handlungen nicht allein durch Ausprobieren erlernten. Vielmehr habe man beobachten können, dass ein Tier ruhig dasaß, umherschaute – zur Banane, zu den Kisten, zum Platz unter der Banane –, um irgendwann gleichsam überlegt die Kisten unter der Banane zu stapeln und so die Frucht herabholen zu können. Köhler wies aber auch darauf hin, dass nicht jedes seiner Tiere zum Werkzeuggebrauch in der Lage war.
Die von der Preußischen Akademie der Wissenschaften ab 1914 finanzierte Forschungsstation wurde bereits 1920 – nach Ende des Ersten Weltkriegs – aus Geldmangel geschlossen, die fünf erwachsenen weiblichen Schimpansen brachte man im Berliner Zoo unter.
1937 beschrieb der US-amerikanische Psychologe Meredith P. Crawford (1910–2002) sogar einen kooperativen Werkzeuggebrauch bei jungen Schimpansen: Ihnen gelang es, gemeinsam an einem Strick zu ziehen und so eine Kiste zu bewegen, die für ein Tier allein zu schwer war.

#### Erste Freilandbeobachtungen
Bereits 1956 hatten Fred G. Merfield und Harry Miller vermerkt, dass Merfield in den 1920er-Jahren Schimpansen dabei beobachtet hatte, wie diese ein Stöckchen in ein Bienennest steckten und nach dem Herausziehen den daran klebenden Honig ablutschten. Die erste Studie in einer Fachzeitschrift erschien aber erst 1964: Jane Goodall berichtete darin, dass Schimpansen im Gombe-Stream-Nationalpark in Tansania dünne Stöckchen benutzen, um damit Termiten aus Erdlöchern zu fischen. Jane Goodall beobachtete ferner, dass Schimpansen Blätter als Ersatz für einen Schwamm verwenden, um mit ihrer Hilfe Wasser aus Baumlöchern aufzutunken, und dass sie dort Steine als Hammer und Amboss nutzen, um Nüsse zu öffnen. In einem ihrer Filmdokumente sieht man, wie ein Schimpanse, der an Durchfall erkrankt ist, sich mit Blättern säubert. Ein bekanntes Foto zeigt einen Schimpansen, der mit einem langen Stock auf die bewegliche Attrappe eines Leoparden einschlägt.
Diese sehr menschlich anmutenden Verhaltensweisen eignen sich die Schimpansen jedoch nicht in gleichem Maße, wie das bei den Menschen geschieht, durch Imitationslernen an, und sie werden auch nicht von Erwachsenen zur Nachahmung ermuntert oder angeleitet. Die Schimpansenjungen sitzen jahrelang neben den Erwachsenen und schauen bloß zu. Peter Weber beschrieb in seinem Buch Der domestizierte Affe das Verhalten so:

„Schimpansenkinder imitieren nicht, und sie bekommen keinen Unterricht. In gewisser Hinsicht bekommt ein Schimpanse von seiner Mutter nicht mehr geliefert als eine Vorstellung, was zu tun ist. Wie man das Werkzeug jedoch zweckmäßig handhabt, muss er selbst herausfinden. Der Gebrauch eines Werkzeugs bedeutet so für jede Schimpansengeneration einen Neubeginn.“

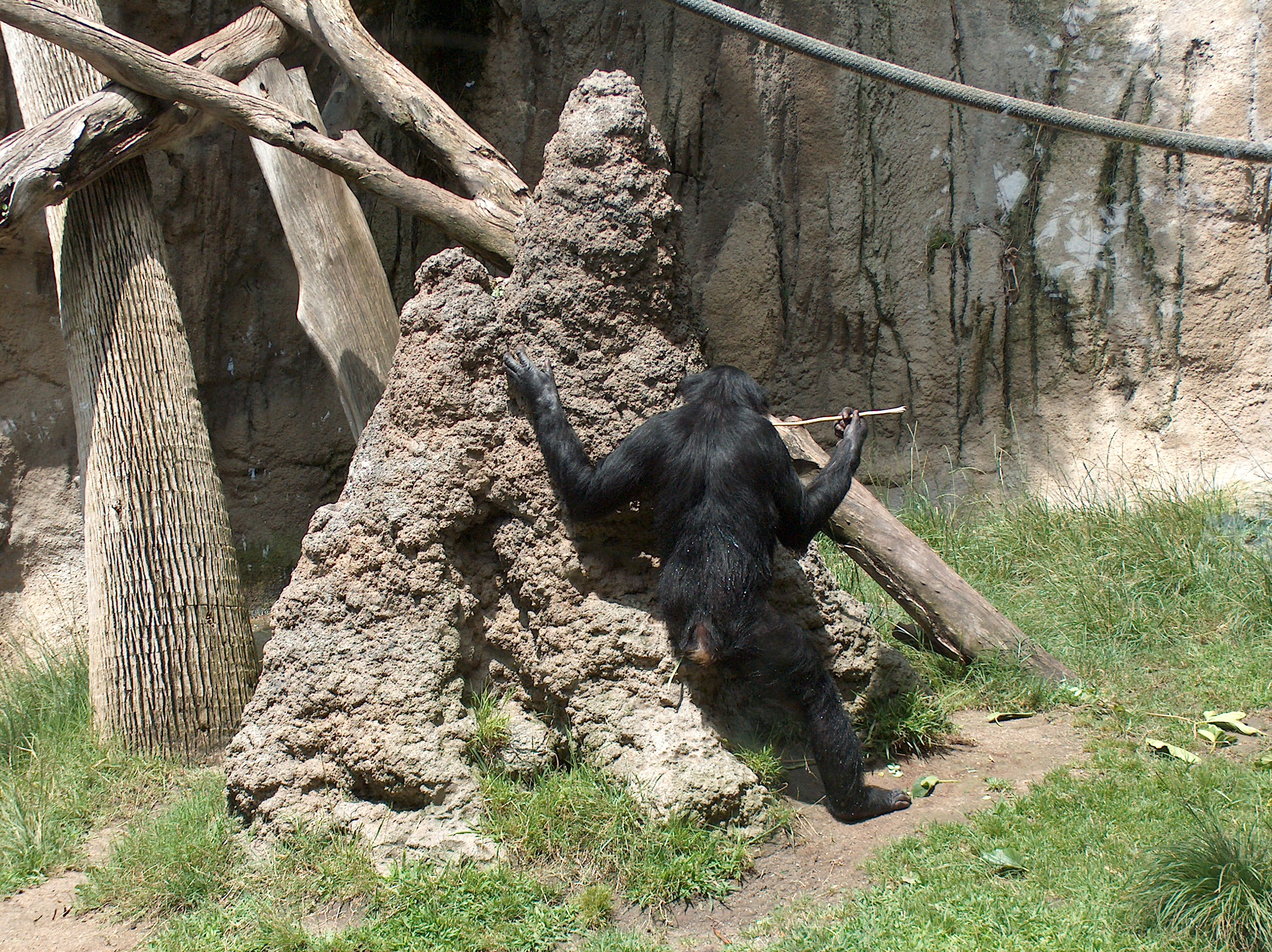
Mit einem Stock zum Stochern …
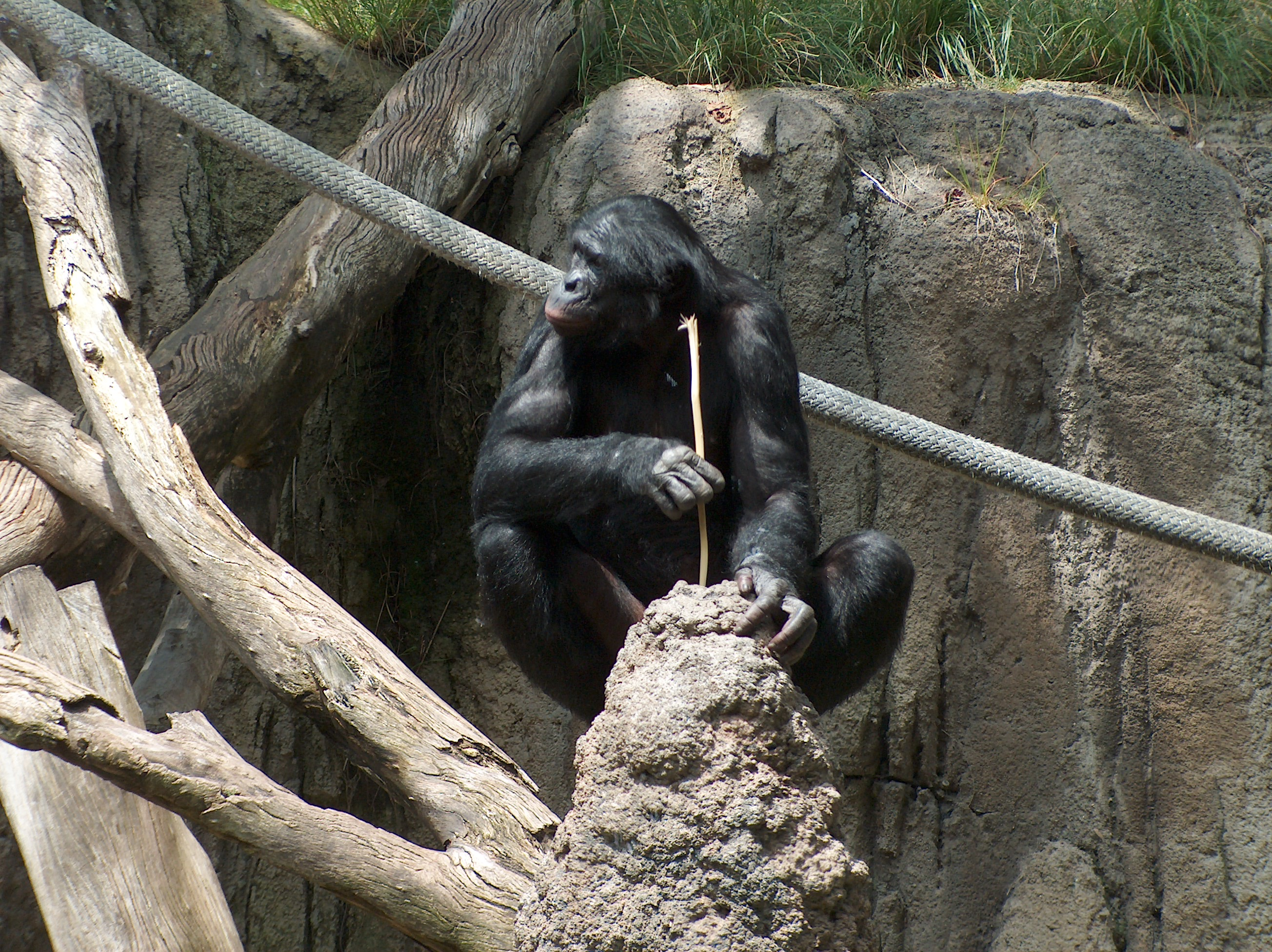
… klettert ein Bonobo auf den Termitenhügel …
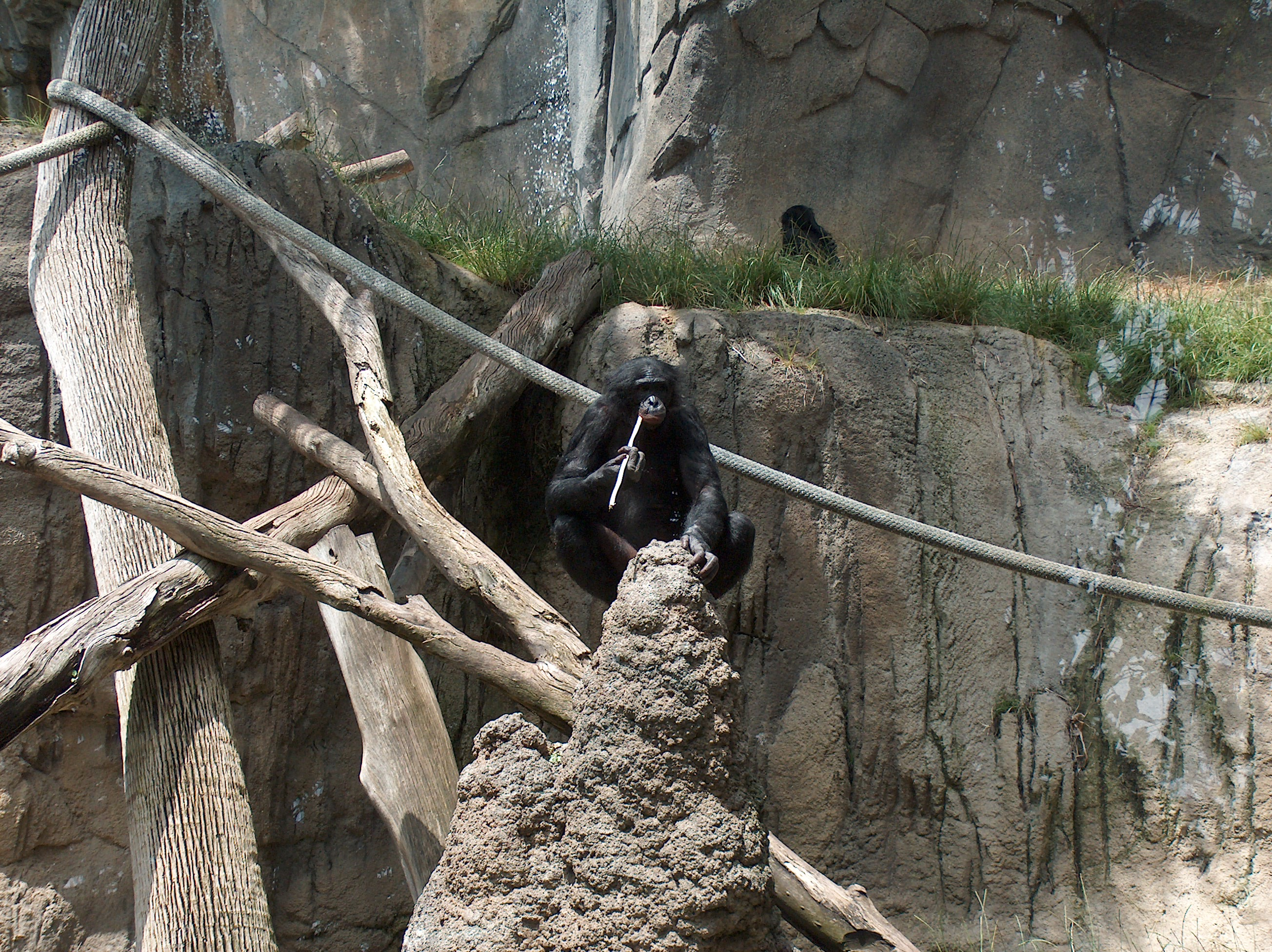
… und lutscht die erbeutete Nahrung …
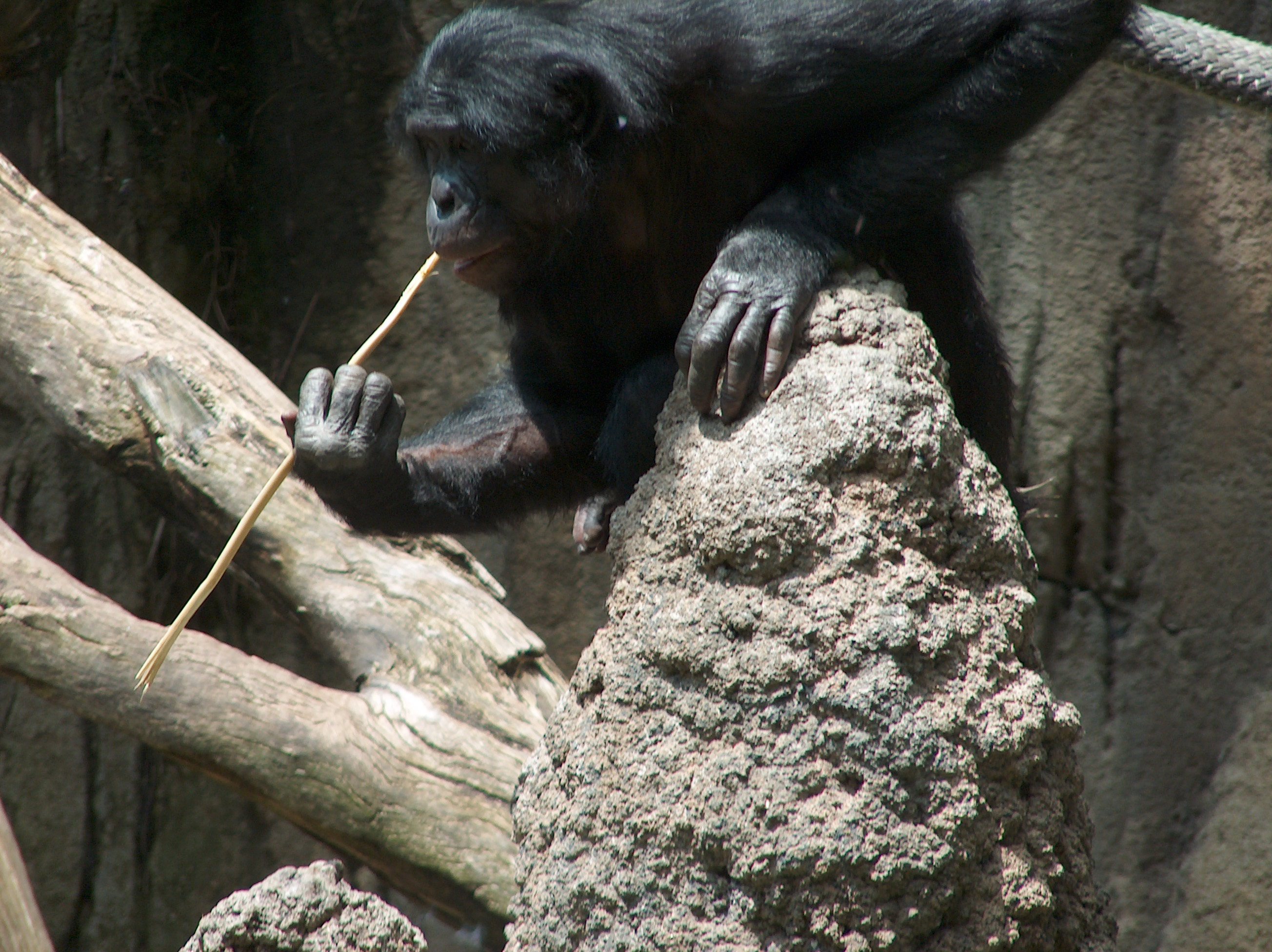
… im San Diego Zoo.

#### Nüsseknacken mit Hammer und Amboss
Im Nationalpark Taï im westafrikanischen Staat Elfenbeinküste benutzen einige Schimpansen grobe Holzstücke als Hammer und Amboss, um auf diese Weise hartschalige Palmnüsse zu knacken, andere nutzen Steine. Bei Bossou im Totalreservat Berg Nimba in Guinea wurden Schimpansen über mehrere Jahre hinweg dabei beobachtet, dass sie immer wieder bestimmte Steine als Hammer und Amboss benutzten, um Nüsse zu knacken: Harte Steine dienen als Hammer, weichere Steine als Amboss, was darauf hindeutet, dass sie bestimmte Eigenschaften der Steine für bestimmte Funktionen kennen und bevorzugen.
In weiteren Beobachtungsstudien wurden die Lernstrategien von Taï-Schimpansen und Angehörigen vom Volk der Mbendjele BaYaka, die in den Wäldern der Republik Kongo gewöhnlich die gleiche Nussart, Panda oleosa, knacken, verglichen. Demnach „erlernten Schimpansen die Technik verhältnismäßig schneller als Menschen und erreichten auch früher als diese die Effizienz eines Erwachsenen.“ Gleichwohl können erwachsene Taï-Schimpanse ihren Umgang mit Stöckchen noch bis zum 15. Lebensjahr optimieren.
Im Mai 2002 berichteten Forscher um Christophe Boesch erstmals über den Fund einer 2001 entdeckten „Schimpansenwerkstatt“ an der Fundstelle Panda 100. Eine weitere „Schimpansenwerkstatt“ bei Noulo (ebenfalls Taï-Nationalpark) wurde 2007 auf ein Alter von ca. 4300 Jahren datiert. Die ausgegrabenen Steine zeigen ihren Angaben zufolge die gleichen typischen Abnutzungserscheinungen wie jene Steine, die von heute lebenden Schimpansen als Werkzeug zum Zerschlagen von Nüssen benutzt werden; sie unterscheiden sich zugleich von allen Steinwerkzeugen, die man dem Menschen zuordnen konnte. Die Forscher fanden auf den Steinen zudem Überreste von Stärke, die bestimmten Nüssen zugeordnet werden konnte. Die Funde belegen den Autoren zufolge, dass die Vorfahren von Schimpansen und Menschen mehrere tausend Jahre lang bestimmte gemeinsame kulturelle Merkmale aufwiesen, die man lange Zeit ausschließlich dem Menschen zugetraut hat. Hierzu gehören unter anderem die Auswahl und das Beschaffen von Rohmaterialien und deren gezielte Verwendung für eine bestimmte Arbeit an einem bestimmten Ort, ferner das wiederholte Aufsuchen bestimmter Orte für bestimmte Zwecke, so dass sich dort Reststoffe und Schutt anhäufen.

#### Beutemachen mit Spießen

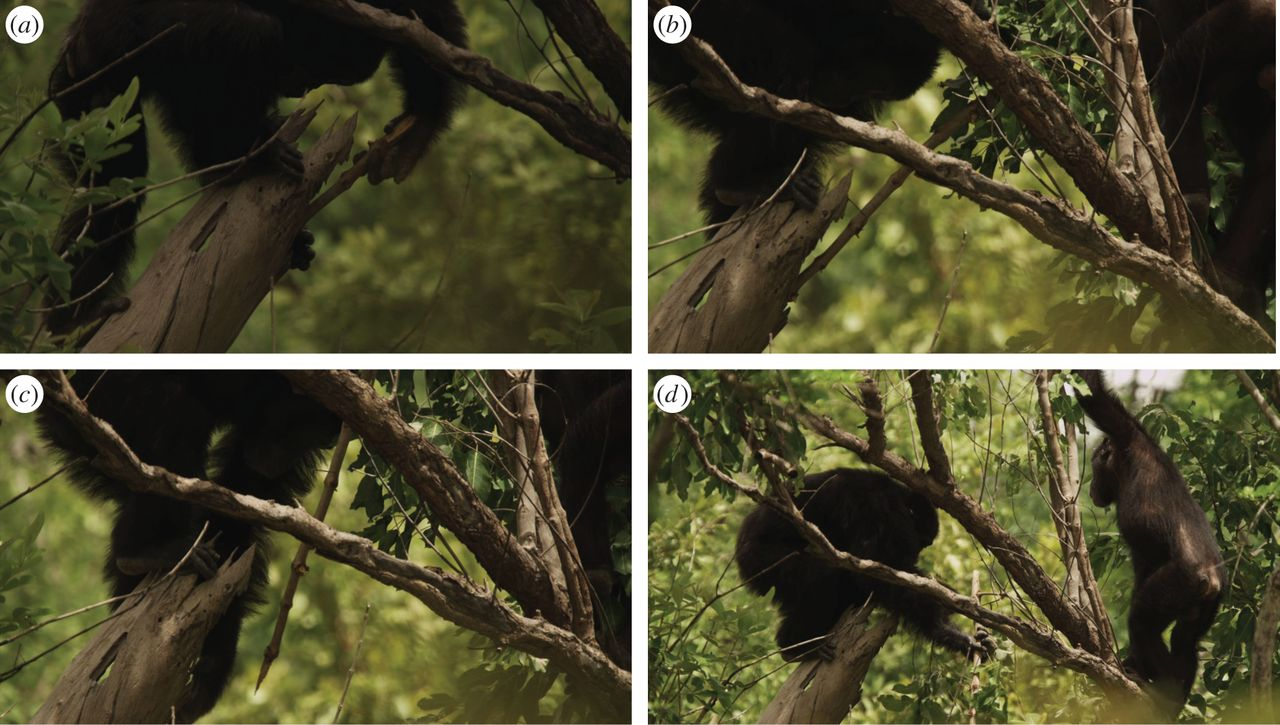
Jagd mit Hilfe eines Werkzeugs in Fongoli, Senegal. Ein erwachsener, männlicher Schimpanse stochert mit einem langen Zweig mit modifiziertem (spitzem) Endstück (a–c) in einer Höhlung am Ast eines Baumes, in der ein Galago sitzt. Schließlich erbeutet er das Tier (d), während sein jüngerer Bruder zuschaut.

Im Senegal beobachteten Forscher um Jill D. Pruetz von der Iowa State University im Verlauf einer insgesamt 2500 Stunden umfassenden Beobachtungszeit, dass Schimpansen gewohnheitsmäßig Spieße benutzen, um Beutetiere zu jagen. Mindestens eine von 22 beobachteten Attacken war erfolgreich. Die zehn derart aktiven Tiere waren überwiegend Weibchen, die zunächst einen Ast von einem Baum abbrachen und danach dessen Seitentriebe entfernten. Vier dieser Weibchen spitzten schließlich sogar ein Ende des Astes mit den Zähnen an. Mit ihrem Werkzeug stocherten sie kräftig in die Schlafhöhlen von nachtaktiven Galagos; hin und wieder rochen oder leckten sie danach an der Spitze ihres Werkzeugs. Die Zeitschrift Science schrieb hierzu im Jahr 2007, dies sei der erste Nachweis, dass ein nicht-menschlicher Primat „tödliche Waffen für die Jagd auf andere Tiere“ hergestellt habe. Im Jahr 2015 bekräftigte Jill D. Pruetz die Beobachtungen im Senegal und wies darauf hin, dass die Schimpansen von Fongoli die einzigen bislang bekannten Tiere seien, die mit Werkzeugen Jagd auf andere Wirbeltiere machen.

#### Sequenzieller Werkzeuggebrauch bei der Honigernte
Forscher um Christophe Boesch vom Max-Planck-Institut für evolutionäre Anthropologie beobachteten Schimpansen (Pan troglodytes) im Nationalpark Loango in Gabun dabei, wie sie Honig aus den Nestern unterirdisch lebender Bienen ernteten. Die Schimpansen benutzen fünf unterschiedlich geformte Werkzeuge: dünne, gerade Stöckchen, mit denen sie im Boden stochern, um auf diese Weise Nester zu entdecken; dicke, stumpf endende Stöcke, mit denen der Eingang zum Bienennest aufgebrochen wird; dünnere, hebelartige Stöcke, mit denen die Wände der Gänge innerhalb eines Bienennests aufgebrochen werden; Stöckchen mit ausgefransten Enden, die in den Honig eingetunkt werden; und entrindete Stöcke mit löffelartig breiten Enden, mit denen Honig aus der Erde geschöpft wird. Diese Werkzeuge wurden in räumlichem Zusammenhang gefunden, was nahelegt, dass sie in geeigneter Reihenfolge verwendet werden. Einige Fundstücke wiesen sogar Merkmale von zwei Verwendungszwecken auf, was erstmals bei Tieren beobachtet wurde. Die Forscher vermuten, dass ein derart komplexer, sequenzieller Werkzeuggebrauch jenem der unmittelbaren Vorfahren des Menschen in der frühen Steinzeit entspricht.
Über eine vergleichbare Beobachtung berichteten im Jahr 2010 schottische Forscher: Eine frei lebende Schimpansin auf einer Insel im Gambia-Fluss benutzte mehrere Werkzeuge, um mit deren Hilfe an Honig zu gelangen.

#### Weitere Beispiele
Crickette Sanz und David Morgan vom Max-Planck-Institut für evolutionäre Anthropologie dokumentierten mit Hilfe von 18 Kameras im Goualougo-Dreieck (Republik Kongo) zwischen 1999 und 2006 insgesamt 22 unterschiedliche Formen von Werkzeuggebrauch bei Schimpansen, darunter mehrere Varianten des Honigsammelns, des Termitenangelns und der Wasseraufnahme mit Hilfe von Blättern. Vergleichbare Befunde wurden in der Region Bili-Uéré im Norden der Demokratischen Republik Kongo erhoben. Auch wurden Hinweise dafür gefunden, dass soziales Lernen eine wichtige Voraussetzung für den Gebrauch von Werkzeugen ist. Andere Forscher wiesen nach, dass Schimpansen in den Nimbabergen (Guinea) einen „Werkzeugsatz“ nutzen, um mit Hilfe unterschiedlich geformter Stöckchen wehrhafte Ameisen der Gattung Dorylus zu erbeuten.
Aus Tansania wurde 2007 berichtet, dass Schimpansen unterirdische Speicherorgane von Pflanzen mit Hilfe von Stöcken freilegten. 2019 wurden vergleichbare Befunde aus dem Kristiansand Zoo in Norwegen veröffentlicht.
In Guinea zerkleinern Schimpansen mit Hilfe von aufgelesenen, scharfkantigen Steinen, deren Form an Cleaver erinnert, die Früchte des Okwabaumes in handliche Stücke.
Mit Hilfe eines 180 cm langen Zweigs schlug eine Schimpansin im April 2015 im Burgers’ Zoo von Arnhem eine Drohne zu Boden, die Filmaufnahmen für ein Fernsehteam anfertigen sollte. Die Drohne hatte eine Schimpansengruppe zuvor mehrfach dicht überflogen, woraufhin zwei Schimpansinnen sich Stöcke griffen und eine davon die Drohne schließlich gezielt flugunfähig schlug. Die Tiere hatten zuvor keine „Ausbildung“ im Gebrauch von Werkzeugen genossen.

### Orang-Utans
Schon Ende der 1970er-Jahre konnte im Zoologischen Garten Osnabrück mit Sumatra-Orang-Utans gezeigt werden, dass diese Tiere nicht nur in der Lage sind, Werkzeuge zu nutzen, sondern auch einfache Werkzeuge herzustellen (zum Beispiel das Zusammenstecken von Metallstäben), um dadurch an ein Ziel wie Futter zu gelangen. Die ersten verbürgten Beobachtungen von sporadischem Werkzeuggebrauch bei frei lebenden Orang-Utans publizierte 1980 Birutė Galdikas. Ein regelmäßiger Werkzeuggebrauch – die Verwendung von Stöckchen zum Aufsammeln von essbaren Insekten – wurde für diese Art jedoch erst 1996 dokumentiert; bei sechs Orang-Utan-Populationen auf Borneo und Sumatra wurden insgesamt 15 unterschiedliche Formen von Werkzeuggebrauch identifiziert. So werden Blätter beispielsweise als „Regenschirm“ oder zum Schutz der Hände vor dornigem Geäst verwendet.
Orang-Utans können zudem gezielt Wasser nutzen, um an Nahrung heranzukommen. Forscher des Max-Planck-Instituts für Anthropologie hatten Erdnüsse in ein durchsichtiges, teilweise mit Wasser gefülltes Glasgefäß geschüttet, in dem sie für die Tiere allerdings nicht mit den Fingern erreichbar waren. Alle fünf Orang-Utans füllten daraufhin ihren Mund mehrfach (im Mittel dreimal) mit Wasser, spuckten es in das Glasgefäß und konnten aufgrund des dann höheren Wasserstands die Erdnüsse herausfischen. Bei allen Tieren verkürzte sich zudem die Wartezeit nach der Aufnahme des ersten Wasserschlucks „dramatisch“ bei allen späteren Testdurchgängen.
Im Verlauf einer weiteren Studie, die sowohl im Leipziger Zoo als auch im Zoo Zürich durchgeführt wurde, gaben Forscher Orang-Utans harte Nüsse und Astabschnitte als „Hämmer“ (ähnlich den Hämmern, die wildlebende Schimpansen nutzen). Von zwölf in Zoos lebenden Orang-Utans setzten mindestens vier die angebotenen Hämmer spontan und erfolgreich zum Nüsseknacken ein, das heißt, ohne dass sie sich dieses Verhalten bei Vorbildern abschauen mussten. Belegt ist ferner die spontane, vorbildlose Nutzung von scharfen Steinen zum Öffnen von Futterboxen.
Von anderen Orang-Utans ist bekannt, dass sie Äste als „Fliegenklatschen“ benutzen.

### Wildlebende Gorillas

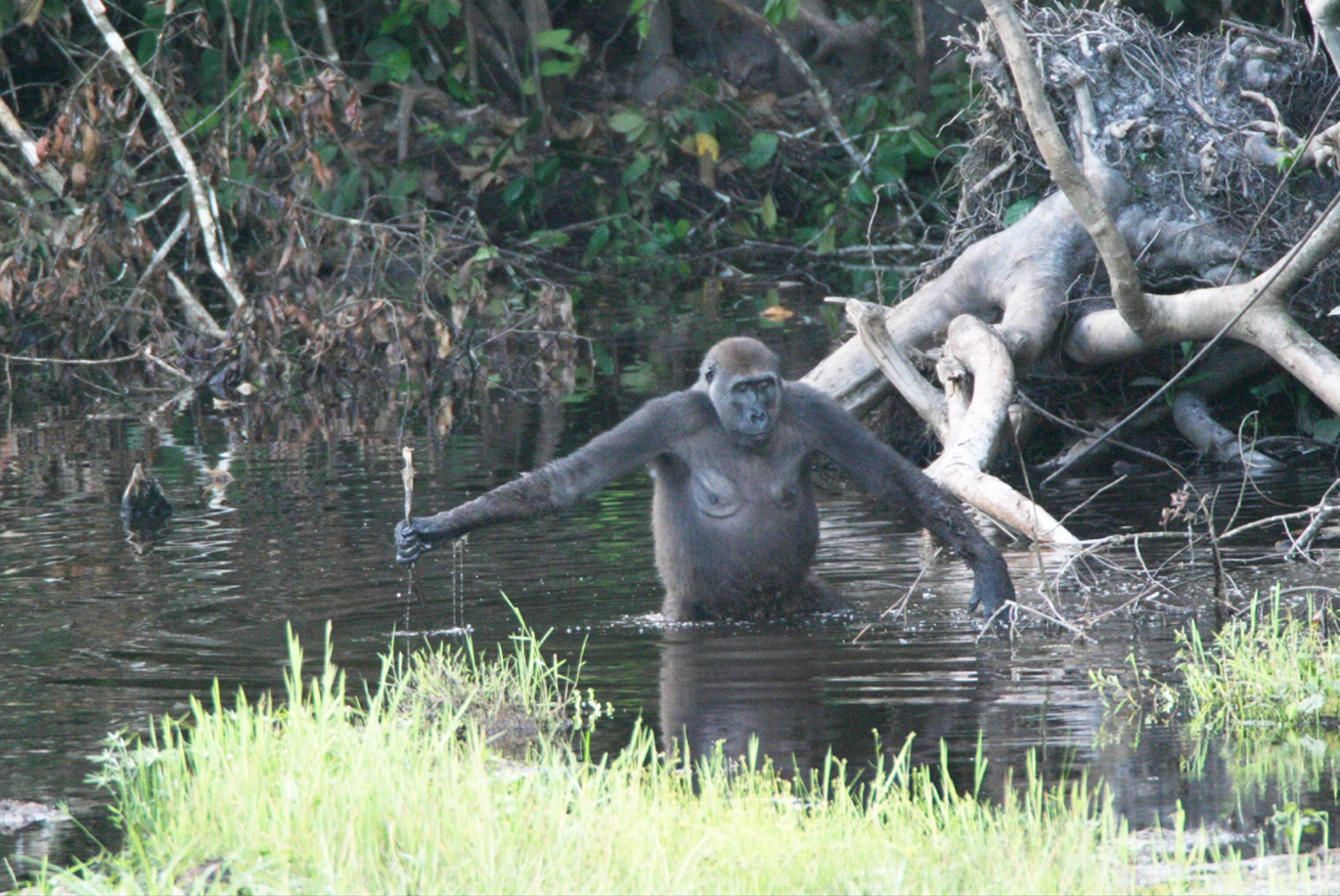
Das Gorillaweibchen Leah nutzt einen Ast als Stütze bei der Durchquerung eines Gewässers

Thomas Breuer vom Max-Planck-Institut für evolutionäre Anthropologie veröffentlichte im September 2005 eine Studie zum Werkzeuggebrauch von frei lebenden Gorillas im Nouabalé-Ndoki-Nationalpark im Norden des Kongos. Erstmals hatte er dort bei zwei Weibchen auch fotografisch dokumentieren können, dass Stöcke von diesen Primaten als Werkzeuge genutzt werden. Ein Weibchen durchquerte einen Tümpel, lotete zunächst die Wassertiefe mit einem Ast aus und stützte sich dann im brusthoch stehenden Wasser auf diesen Stock, gewissermaßen als Gehhilfe. Ein anderes Weibchen stützte sich mit einem Arm auf einen Stock, während es mit der anderen Hand Futter aufsammelte.

### Kapuzineraffen und Javaneraffen

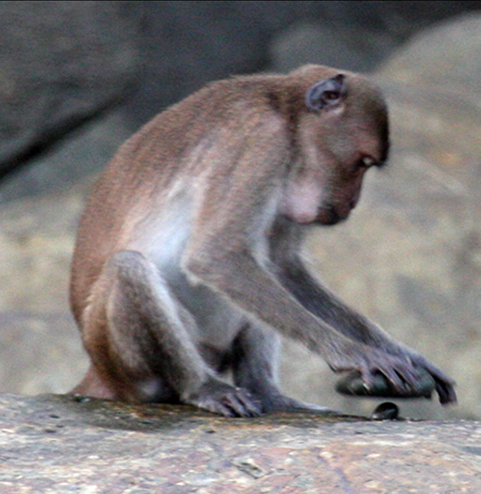
Javaneraffe aus Myanmar (Macaca fascicularis aurea) mit Steinwerkzeug

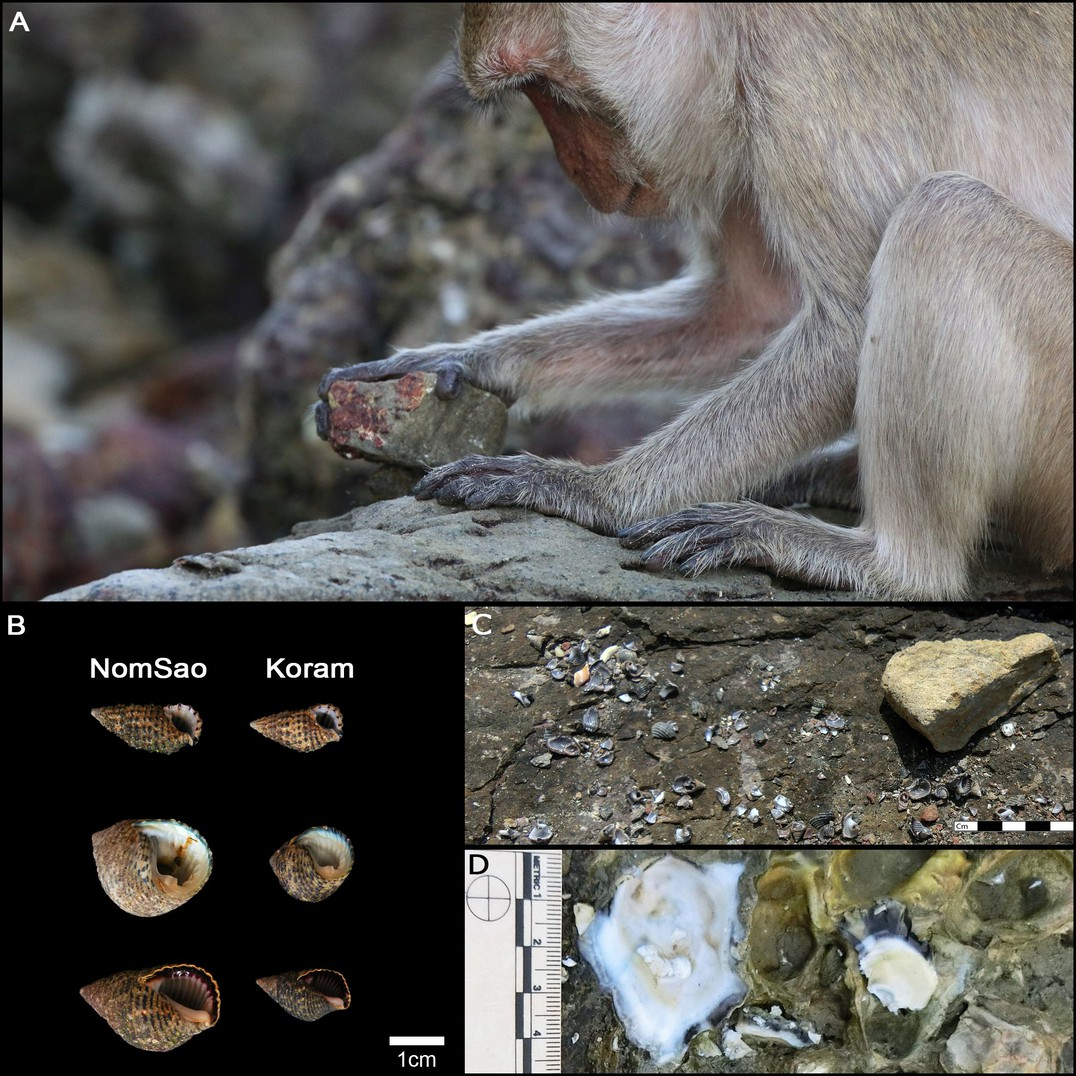
A: Javaneraffe aus Zentralthailand mit Steinwerkzeug
B: Als Folge des Werkzeuggebrauchs sind die Schnecken im Durchschnitt kleiner (rechts) als üblich (links).
C: Abgelegtes Steingerät nach dem Zerschlagen von Schalen
D: Frisch zerschlagene Austern-Schalen (weiß) lassen sich klar von länger liegenden (dunkel) unterscheiden.

Brasilianische Rückenstreifen-Kapuziner verwenden im Gebiet der Caatinga bis faustgroße Steine, um mit deren Hilfe Wurzeln im Erdreich freizulegen. Antonio de Moura und Phyllis Lee (Universität Cambridge) beobachteten die Tiere auch dabei, wie sie mit Steinen Wurzeln zerteilten oder Nüsse knackten. Ferner benutzen die Rückenstreifen-Kapuziner Zweige, um in Astlöchern nach Insekten, Wasser oder Honig zu stochern. Die Autoren beschrieben das Verhalten der Affen als eine relativ junge, erlernte Anpassung an ihr unwirtliches und zeitweise sehr trockenes Habitat, in dem oberirdisch verfügbare Nahrung zeitweise noch knapper wird, seitdem die Menschen dort durch Brandrodung, Holzeinschlag und andere Eingriffe das Nahrungsangebot für diese Tiere zusätzlich verringert haben. Beim Ausgraben von Wurzeln schlagen die Affen mehrmals mit dem Stein auf den Boden, zugleich kratzen sie mit ihrer zweiten Hand die aufgelockerte Erde zur Seite. Diese Vorgehensweise wurde bei mehreren Gruppen beobachtet, die Kilometer weit voneinander entfernt leben. Die Rückenstreifen-Kapuziner der Caatinga erschlossen sich mit Hilfe ihrer Werkzeuge beispielsweise die Wurzeln des Maniok, die Wurzeln von Thiloa glaucocarpa aus der Familie der Flügelsamengewächse sowie die Früchte der Jatoba-Art Hymenaea courbaril als Nahrungsquelle, Verhaltensweisen, die eine erhebliche Verbesserung ihrer Ernährungssituation bewirkten. Weibliche Rückenstreifen-Kapuziner wurden zudem beobachtet, wie sie mit einem Stöckchen in ihrer Nase stocherten und so einen Niesreiz auslösten.
Auch zum Nussknacken verwenden Rückenstreifen-Kapuziner Steine. Die Werkzeuge werden wiederholt benutzt und häufig über größere Entfernungen hinweg transportiert, und es gibt Beobachtungen, dass dies gelegentlich zweibeinig erfolgt und der Schwanz als Stütze genutzt wird. Im Nationalpark Serra da Capivara reicht das Verhalten, Nüsse und Samen mit Schlagsteinen aufzubrechen, nach archäologischen Untersuchungen rund 3000 Jahre zurück und umspannt so etwa 450 Kapuzineraffen-Generationen. Während dieser Zeit ließ sich auch ein mehrfacher Wechsel im Gebrauch der Schlagsteine belegen. Dies reicht von einer anfänglichen Nutzung kleinerer Schlagsteine hin zu größeren und wieder zu kleineren, wobei die Tiere größere Steine in einem Zeitraum von vor 2400 bis 300 Jahren vor heute nutzten. Es handelt sich hierbei um den ersten Nachweis sich ablösender „Schlag-“ und „Werkzeugtraditionen“ außerhalb der Kulturentwicklung des Menschen. Neue Werkzeugtraditionen verbreiten sich in einer Population offenbar vor allem durch Beobachten und Nachahmen von Verhaltensweisen sozial einander nahestehender Individuen.
Rückenstreifen-Kapuziner an anderen Orten in Brasilien benutzen ebenfalls Steine als Werkzeuge, das Gleiche gilt für Gelbbrust-Kapuziner. Beim Zuschlagen platzen gelegentlich unabsichtlich Abschläge ab, die denen gleichen, die in archäologischen Fundstellen in Afrika regelmäßig den frühen Hominini zugeschrieben werden; die Autoren einer 2016 publizierten Studie wiesen darauf hin, dass – laut ihren Beobachtungen von Rückenstreifen-Kapuzinern – die direkt zum Menschen führenden, frühen Vorfahren möglicherweise nicht die einzigen Produzenten solcher Abschläge gewesen sind; vielmehr könnten auch die frühen Vorfahren des Menschen zunächst unabsichtlich scharfkantige Steinabschläge erzeugt haben, bis ihnen auffiel, dass sich diese als Klingen nutzen lassen.
Ein vergleichbares Verhalten wie das der Kapuziner ist auch für Javaneraffen (Macaca fascicularis) in Myanmar belegt. Im Nationalpark Khao Sam Roi Yot in Zentralthailand nutzen Javaneraffen Steine derart häufig zum Erbeuten von Austern, Krabben und Schnecken, dass der Bestand an Schalentieren merklich zurückgegangen ist und die verbliebenen kleiner sind als außerhalb des Nationalparks. Auf Bali (Indonesien) wurde beobachtet, dass Steine sowohl bei männlichen als auch bei weiblichen Javaneraffen zur sexuellen Stimulation genutzt werden.

## Weitere Säugetiere

### Braunbären
Vergleichbar mit den frühen Studien von Wolfgang Köhler an Schimpansen wurden in den USA über einem Gehege von Braunbären (Ursus arctos) Donuts als Futterbelohnung angebracht, die allerdings selbst durch Hochspringen in aufgerichteter Körperhaltung nicht vom Boden aus erreichbar waren. Die insgesamt acht Bären wurden zugleich im Verlauf einer instrumentellen Konditionierung darin geschult, einen runden Holzklotz unter die Donuts zu rollen und von diesem aus die Belohnung herunterzuholen, was sechs der Testtiere nach einigen Versuchen zuverlässig beherrschten. Für diese Bären wurden die Belohnungen daraufhin höher angebracht, ihnen wurden aber zusätzliche Holzklötze ins Gehege gelegt. Ohne weitere Konditionierung schoben die Bären nunmehr zwei der Holzklötze übereinander und konnten so die Donuts erbeuten; diese Form der Handhabung frei beweglicher Objekte wurde in einem 2017 veröffentlichten Forschungsbericht als erfolgreicher Werkzeuggebrauch interpretiert.

### Wale
Unter der Überschrift Flipper geht zur Schwammschule kommentierte New Scientist im Jahr 2005 eine Studie, die kurz zuvor in den Proceedings of the National Academy of Sciences of the United States of America erschienen war. In ihr berichteten Michael Krützen von der Universität Zürich und Forscher der University of New South Wales in Sydney, dass einige der Großen Tümmler in der westaustralischen Shark Bay bei der Futtersuche Schwämme vom Meeresboden ablösen und diese über ihre Schnauze stülpen. Die Schwämme dienen ihnen als eine Art Handschuh, um ihre Schnauze bei der Futtersuche in steinigem Boden vor Verletzungen zu schützen; sie schwimmen knapp über dem Meeresgrund, wobei ihre Schnauzenspitze den Boden aufwühlt, scheuchen auf diese Weise Fische auf und versuchen diese zu erbeuten. Von den rund 3000 Delfinen in der Shark Bay sind nur etwa 30 so genannte Spongers, hat Michael Krützen vom Anthropologischen Institut der Universität Zürich herausgefunden. Um genetische Einflüsse zu untersuchen, wurde die DNA von 13 schwammbenutzenden Delfinen analysiert und die DNA von 172 Delfinen, die keine Schwämme benutzen. Man fand heraus, dass die Töchter anscheinend den Gebrauch von Schwämmen von der Mutter lernen: Die Schwamm benutzenden Tiere zeigten nämlich eine signifikante genetische Verwandtschaft. Die Forscher nehmen daher an, dass die Nutzung von Schwämmen erst vor relativ kurzer Zeit von einer Vorfahrin ‚erfunden‘ worden ist. Es ist überdies das erste Beispiel für eine materielle Kultur bei Meeressäugern und führte zu einer veränderten Nutzung der verfügbaren Nahrung.
In einer weiteren Studie in der Shark Bay wurde beobachtet, dass Delfine Fische in die leeren Gehäuse von Riesenschnecken treiben, diese dann samt Fisch mit zur Meeresoberfläche mitnehmen und sie durch Hin- und Herschütteln ausleeren, sodass die Nahrung in ihr Maul fällt. In diesem Fall ergab die genetische Studie, dass sich das Verhalten innerhalb einer Generation ausbreitete. Dies würde bedeuten, dass Delfine nicht nur fähig sind, von der Mutter zu lernen, sondern auch als erwachsene Tiere direkt von Artgenossen.
Schwertwale benutzen zur gegenseitigen Körperpflege den langen Stiel einer Braunalge namens Nereocystis luetkeana, den sie mit ihren Zähnen in kürzere Stücke teilen. Danach positionieren sie einen Abschnitt des Stieles zwischen sich und einem Partner, so dass dieser über ihre Körper rollt, während sie sich aneinander entlang bewegen. Es wird angenommen, dass die Verwendung der Alge sowohl der sozialen Interaktion als auch der Reinigung der Haut dient.

### Dingo
Ein in Gefangenschaft gehaltener, junger männlicher Dingo zog – ähnlich wie Köhlers Schimpansen – ohne Training wiederholt einen Tisch durch seinen Käfig, in die Nähe eines hoch oben am Gitter, außerhalb seiner Reichweite hängenden Leckerbissens, stieg auf den Tisch und konnte so den Leckerbissen erreichen.

### Elefanten
Auch Elefanten sind bekannt dafür, dass sie Werkzeuge benutzen. Sie schwenken zum Beispiel Zweige mit ihrem Rüssel und vertreiben so Fliegen von ihrem Körper. Joyce Poole, eine Feldforscherin bei Afrikanischen Elefanten, berichtete zudem, dass Elefanten beobachtet wurden, wie sie große Steine gezielt auf einen elektrischen Zaun warfen und auf diese Weise die Stromversorgung unterbrachen.
Elefanten verteilen häufig Wasser über ihren Körper, indem sie sich mit Hilfe ihres Rüssels abspritzen. Die Elefantenkuh „Mary“ aus dem Zoologischen Garten Berlin benutzt hingegen zusätzlich einen Wasserschlauch zum ‚Duschen‘, was andernorts noch nie beobachtet wurde. Laut einer 2024 in Current Biology veröffentlichten Studie wurde sie nie darauf trainiert: „Mary fasst den Schlauch normalerweise hinter der Spitze und benutzt ihn wie einen steifen Duschkopf. Um ihren Rücken zu erreichen, greift sie den Schlauch jedoch weiter von der Spitze entfernt und schwingt ihn auf den Rücken, wobei sie die Flexibilität und Ballistik des Schlauchs nutzt.“

### Equiden
Bei Pferden wurde der Gebrauch mehrerer verschiedener Werkzeuge beobachtet. Es wurde, unter anderem, ein Pferd und ein Maultier beobachtet, die sich mehrfach Stöcke suchten und dann unter einer Heuraufe Futter hervor holten.

### Nagetiere
Nacktmulle (Heterocephalus glaber) graben mit Hilfe ihrer Schneidezähne große Höhlensysteme. Dabei wurde beobachtet, dass sie – zumindest in Gefangenschaft – häufig Holzspäne und Wurzelstücke hinter ihren Schneidezähnen und vor ihren Lippen und Mahlzähnen platzieren, wenn sie in besonders feinem Bodenmaterial graben. Gedeutet wurde dieses Verhalten als tauglich, das Einatmen von Staub und anderen Fremdkörpern zu verhindern. Zwei Forscher der Cornell University bezeichneten dieses Verhalten in einer 1998 veröffentlichten Publikation als Werkzeuggebrauch; allerdings widerspricht die Aussage der Autoren, die Holz- oder Wurzelstücke dienten dem – rein passiven – Schutz der Atemwege, ihrer Deutung, dies sei ein Werkzeuggebrauch.
Eindeutig waren jedoch die Befunde einer weiteren Studie. Fünf Degus (Octodon degus) wurden im Labor von japanischen Biolinguisten binnen zwei Monaten erfolgreich trainiert, mit ihren Vorderbeinen einen Schieber so zu bewegen, dass sie Sonnenblumenkerne einsammeln konnten, die allein mit den Pfoten nicht erreichbar waren. Den Angaben der Autoren zufolge war dies der erste Nachweis der Fähigkeit zum Werkzeuggebrauch bei Nagetieren.

### Schweine

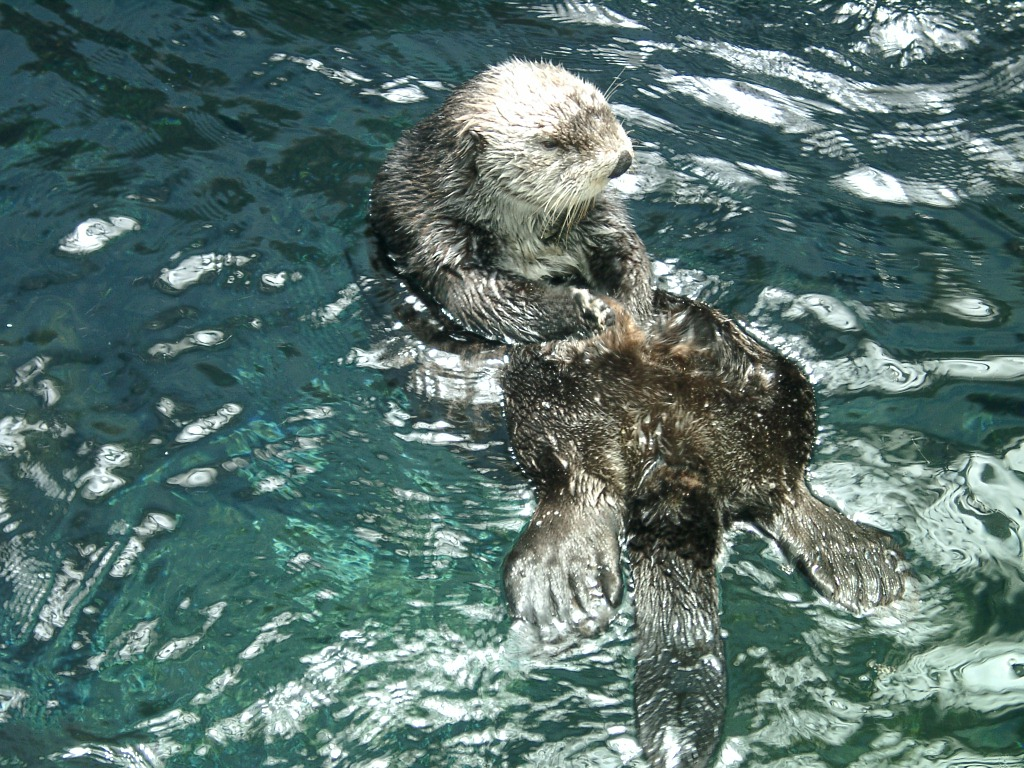
Seeotter beim Knacken einer Muschelschale

Drei Visayas-Pustelschweine wurden in der Ménagerie du Jardin des Plantes in Paris dabei beobachtet und per Video dokumentiert, mit einem Holzstock im Maul in der Erde zu wühlen. Ein erwachsener Eber nutzte das Werkzeug vermutlich bei der Futtersuche, zwei erwachsene Sauen nutzten einen Stock während der letzten Phase des Nestbaus.

### Seeotter
Seeotter legen sich, auf dem Rücken treibend, Steine auf den Bauch und benutzen sie zum Knacken von Schalentieren. Sie zerschlagen die Schalen von Muscheln und die Gehäuse von Schnecken mit Hilfe von Steinen ferner auch auf Felsformationen und nutzen zudem über Jahre hinweg die gleichen Steine; sie sind die einzigen Meerestiere, bei denen diese Verhaltensweisen bislang beschrieben wurden. Die Werkzeuge helfen den Seeottern, ihre Zähne zu schonen und dennoch an große und sonst unzugängliche Beute heranzukommen.

## Vögel
Zum Werkzeuggebrauch von Vögeln gab es immer wieder anekdotische, aber nicht wissenschaftlich gesicherte Zufallsbeobachtungen, gegen die aber häufig eingewendet werden konnte, dass die Handhabung von kleinen Stöckchen primär dem Nestbau gedient habe. Systematische Beobachtungen zum Werkzeuggebrauch von Vögeln sind daher erst spät durchgeführt worden.

### Geradschnabelkrähen und Hawaiikrähen
Geradschnabelkrähen (Corvus moneduloides) aus Neukaledonien können Drähte verbiegen und damit Futter angeln – ein Verhalten, das zumindest in einigen freilebenden Populationen der Geradschnabelkrähen zum natürlichen Verhaltensrepertoire gehört. Forscher der University of Auckland berichteten zudem, dass die Vögel einen gegabelten Zweig in mehreren Arbeitsschritten zu einem Haken umgestalteten.
Die Krähen wurden ferner dabei beobachtet, wie sie in freier Natur Blätter von Schraubenbäumen so bearbeiteten, dass sie mit ihnen Maden aus Baumritzen angeln konnten. Mit Hilfe von Minikameras, die man an einigen frei lebenden Vögeln befestigt hatte, konnte nachgewiesen werden, dass erfolgreich als Werkzeug zum Aufstöbern von Insekten benutzte Grashalme im Schnabel mitgenommen werden, wenn die Vögel zu einem anderen Futterplatz fliegen. In einer anderen Studie wurde berichtet, dass mit Haken versehene („wertvolle“) Stöckchen eher für einen späteren Gebrauch aufbewahrt werden als einfachere Werkzeuge. Mit Hilfe ihrer Werkzeuge beschaffen sich die Krähen einen erheblichen Anteil ihrer täglichen eiweiß- und fetthaltigen Nahrung.
In einem Laborexperiment gelang es mehreren Testtieren sogar, sich mit Hilfe eines Werkzeugs ein anderes Werkzeug zu beschaffen. Ein verlockendes Stück Fleisch war für die Vögel nur zu erreichen, wenn sie zunächst mit einem leicht erreichbaren kleinen Stöckchen ein deutlich längeres Stöckchen aus einem vergitterten Kasten herausstocherten. Drei von sieben Vögeln meisterten diese Situation auf Anhieb. Drei weitere Vögel setzten zwar ebenfalls das kurze Stöckchen als Werkzeug ein, scheiterten zunächst aber daran, sich das lange Stöckchen zu beschaffen. Insgesamt sechs Vögel holten sich schließlich das Futter; nur eine einzige Krähe versuchte zunächst, mit dem kleinen, ungeeigneten Stöckchen das Futter zu erreichen. Aus diesen Beobachtungen schlossen die neuseeländischen Verhaltensforscher, dass die Geradschnabelkrähen die ihnen gestellte Aufgabe bewältigen konnten, ohne sich durch Versuch und Irrtum an eine Lösung heranzutasten. Später gelang es einigen Testtieren sogar, drei Werkzeuge zu kombinieren.
Wie die Geradschnabelkrähen benutzen auch die Hawaiikrähen (Corvus hawaiiensis) kleine Stöckchen als Werkzeuge, um Futter aus Löchern und Spalten zu holen. Diese Fähigkeit gilt als angeboren, da sie auch von Jungkrähen entwickelt wird, die keine Gelegenheit hatten, dieses Verhalten von erwachsenen Vögeln zu lernen.

### Kakadus
Ein Goffinkakadu (Cacatua goffiniana) wurde dabei beobachtet, wie er mit seinem kräftigen Schnabel zum einen längliche Splitter aus einem Holzbalken biss, zum anderen aus einem verzweigten Ast Stöckchen zurechtbrach und schließlich mit diesen Hölzern Nüsse zu sich heran holte, die ohne Werkzeuggebrauch außerhalb seiner Reichweite lagen. In ähnlicher Weise trennte eines der Tiere einen schmalen Streifen Pappe von einem größeren Pappstück ab und nutzte den Streifen als Werkzeug, während bei einem weiteren Experiment das Ende eines geraden Drahtes zu einem Haken verbogen wurde, um an Futter zu gelangen. 2014 konnte im Zuge eines Experiments beobachtet werden, wie drei (von sechs) Goffinkakadus die Benutzung eines Stöckchens als Werkzeug von einem Artgenossen erlernten, wobei sie dessen Vorgehen nicht kopierten, sondern deutlich modifizierten. Laut den Forschern sei dies „der erste Beleg für eine soziale Weitergabe der Werkzeugnutzung bei einem Vogel“. Auch die aufeinanderfolgende Nutzung von drei unterschiedlichen Werkzeugen beim Öffnen einer beliebten Frucht wurde beobachtet.
Palmkakadus (Probosciger aterrimus) benutzen passend zugebissene Stöcke, hartschalige Früchte sowie Steine und schlagen diese wiederholt und in je Tier eigenem Rhythmus gegen Baumäste, wodurch weithin hallende Klopfgeräusche erzeugt werden. Dieses Verhalten dient vermutlich der Reviermarkierung.

### Saatkrähen und Keas
Saatkrähen, für die im Freiland bisher kein Werkzeuggebrauch nachgewiesen wurde, zeigten im Labor Verhaltensweisen, die denen der Geradschnabelkrähen ebenbürtig sind: Um einen Leckerbissen aus einer Glasröhre herauszuholen, benutzten die Vögel Stöckchen, und zwar umso kleinere, je enger die Glasröhre war. Auch bogen sie die Enden von Drahtstücken so um, dass sie diese Enden als Haken benutzen konnten. Ähnliche Verhaltensweisen zeigen Keas.

### Weitere Beispiele
Otto Koehler berichtete, dass Schmutzgeier dafür bekannt sind, so lange Steine gegen Straußeneier zu schleudern, bis diese zerspringen; danach verzehren sie deren Inhalt.
Heinz Sielmann berichtete über Beobachtungen an Spechtdarwinfinken der Galapagosinseln mit dem bezeichnenden Namen Cactospiza pallida, dass diese einen Kaktusstachel oder ein gerades Hölzchen benutzen und sogar selbst zurechtbrechen, um damit Insekten aus Löchern im Holz zu stochern.
Blauhäher wurden in Gefangenschaft dabei beobachtet, dass sie mit Hilfe von Werkzeugen Futter vergraben.
Der männliche Gelbnacken-Laubenvogel erstellt (ähnlich wie andere Laubenvögel) speziell für die Balz eine Laube vom Allee-Typ (bestehend aus zwei aus Stöcken verflochtenen Wänden von etwa 36 cm Länge, parallel im Abstand von etwa 25 cm angeordnet). An der Laube, vorzugsweise an deren beiden Öffnungen, bringt das Männchen bevorzugt farbige Gegenstände an (Beeren, Schneckenschalen, Metall, Glas, Plastikteile), möglichst in roten oder gelbbraunen Tönen. Außerdem benutzt er braun-rot-gelbe Farbstoffe zum Bemalen der Wände. Den Farbauftrag führt er durch Horizontalbewegungen mit Bündeln von Blättern durch, die er quer im Schnabel hält. Mit diesem „Pinsel“ trägt er eine Farbstoffmischung aus Blättern, Früchten und Lehm, mit Speichel vermischt, an den Wänden auf. Anschließend säubert er den Arbeitsplatz und entfernt alle Arbeitsmittel, Blätter und andere lose Gegenstände auch im Umkreis seiner Laube.
Mehrere in Gefangenschaft lebende Große Vasapapageien wurden dabei beobachtet, wie sie Kieselsteine und Dattelkerne verwenden, um das Innere von Muschelschalen abzuschleifen und danach das Kalkpulver abzulecken. Ferner nutzen sie diese Werkzeuge, um Muschelschalen zu zerbrechen.
Zwei Papageitaucher wurden in ihrer natürlichen Brutkolonie – in Wales und Island – dabei beobachtet, wie sie sich mit Hilfe eines Stöckchens am Unterleib kratzten; für die Beobachtung in Island liegt eine Video-Dokumentation vor.

## Fische
Ein Lippfisch (Choerodon anchorago) wurde 2009 beobachtet und dabei gefilmt, wie er auf hartschalige Beute traf, sich einen passenden Stein suchte, diesen ins Maul nahm, zurück zur Nahrungsquelle schwamm und damit die Beute aufschlug. Ähnliche Verhaltensweisen waren zuvor auch vereinzelt bei anderen Lippfischen beobachtet worden.
An südamerikanischen Süßwasserstechrochen der Gattung Potamotrygon (Potamotrygon castexi) wurde in einer Versuchsanordnung beobachtet, wie sie zielgerichtet Wasser so in Bewegung setzten, dass sie Futter aus einer Testapparatur freisetzen konnten.

## Sonderfälle
Auch in dem 1980 publizierten Standardwerk Animal Tool Behavior: The Use and Manufacture of Tools by Animals, das im Jahr 2011 überarbeitet neu aufgelegt wurde, lautet eine gängige Definition wie folgt: Werkzeuggebrauch ist „die äußerliche Benutzung eines externen Gegenstandes aus der Umwelt, um die Gestalt, die Lage oder den Zustand eines anderen Gegenstandes, eines anderen Organismus oder des Benutzers selbst effizienter zu modifizieren, während der Nutzer das Hilfsmittel während oder unmittelbar vor dessen Nutzung hält oder mit sich führt und verantwortlich ist für die sachgerechte und erfolgreiche Ausrichtung des Hilfsmittels.“ Selbst in Fachveröffentlichungen werden jedoch gelegentlich auch Verhaltensweisen als „Werkzeuggebrauch“ interpretiert, die von den üblichen Definitionen nicht abgedeckt werden.
- Sumpfkrokodile (Crocodylus palustris) in Indien und Mississippi-Alligatoren (Alligator mississippiensis) in den USA wurden dabei beobachtet, wie sie, teilweise untergetaucht, inmitten von Reiher-Kolonien lauerten, wobei sie Stöcke auf ihren Schnauzen balancierten. Vögel, die sich näherten, um die Stöcke als Material für den Nestbau zu sammeln, wurden von den Reptilien gepackt und gefressen. Die beobachtenden Forscher interpretierten diese Stöcke als Köder, um potentielle Beute anzulocken, und das Verhalten der Krokodile als Werkzeuggebrauch, da die Stöcke Objekte sind, die für eine bestimmte Funktion verwendet werden. Das Balancieren der Stöcke war am häufigsten bei jenen Krokodilen zu beobachteten, die in Vogelkolonien leben, und zudem während der Brutzeit der Reiher.[137]

- Grabwespen der Gattung Ammophila nehmen gelegentlich Steinchen zwischen ihre Mandibeln, um nach dem Zugraben ihrer Eikammer den losen Sand über dem Eingang festzustampfen.[138]

- Für die Ameisenarten Aphaenogaster rudis[139] sowie Aphaenogaster subterranea und Aphaenogaster senilis[140] wurde Werkzeuggebrauch im Zusammenhang mit dem Nahrungserwerb beschrieben.

- Oktopusse nutzen gelegentlich Muschelschalen oder andere Gegenstände als Unterschlupf, was als „defensiver Werkzeuggebrauch“ beschrieben wurde.[141]

- Buckelwale können Beute mit Hilfe von „Blasennetzen“ (bubble-nets) fangen: Sie schwimmen im Kreis um ihre potentielle Beute und sondern dabei gezielt Luftblasen ab. Es entstehen spiralige Blasenvorhänge, die für Plankton und kleine Fische wie ein Netz wirken, das sie nicht durchschwimmen können. Der Wal muss schließlich nur noch sein Maul öffnen, um die Beute zu schlucken. In einer Studie, die 2024 publiziert wurde, wurden diese „Blasennetze“ Werkzeugen gleichgestellt.[142]

## Belege
1. ↑  “the use of an external object as a functional extension of mouth or beak, hand or claw, in the attainment of an immediate goal”. Jane van Lawick-Goodall: Tool-using in primates and other vertebrates. In: D. S. Lehrman, R. A. Hinde, E. Shaw (Hrsg.): Advances in the study of behaviour. Vol. 3. Academic Press, New York (NY) 1970, S. 195–249. Zitiert nach: Vicki K. Bentley-Condit, E.O. Smith: Animal tool use: current definitions and an updated comprehensive catalog. In: Behaviour. Vol. 147, Nr. 2. Brill, 2010, ISSN 0005-7959, S. 185–221; A1–A32, doi:10.1163/000579509X12512865686555 (Volltext als PDF). Für weitere Definitionen siehe nationalzoo.si.edu (Memento vom 25. Oktober 2014 im Internet Archive).
2. ↑  “Tool use is defined as the manipulation of an inanimate object to change the position or form of a separate object.” K. Okanoya, N. Tokimoto, N. Kumazawa, S. Hirata, A. Iriki: Tool-use training in a species of rodent: the emergence of an optical motor strategy and functional understanding. In: PLOS ONE. Band 3, Nr. 3:e1860, 2008, doi:10.1371/journal.pone.0001860.
3. ↑  Intelligenzprüfungen an Anthropoiden I. In: Abhandlungen der Königlich Preußischen Akademie der Wissenschaften, 1917, Physikalisch-mathematische Klasse, Nr. 1 und Intelligenzprüfungen an Menschenaffen. Berlin, Springer, 1921.
4. ↑  Johan Bierens de Haan: Werkzeuggebrauch und Werkzeugherstellung bei einem Niederen Affen (Cebus hypoleucus Humb.). In: Zeitschrift für vergleichende Physiologie. Band 13, Nr. 4, 1931, S. 639–695, doi:10.1007/BF00337479.
5. ↑  Ludwig Noiré: Das Werkzeug und seine Bedeutung für die Entwicklungsgeschichte der Menschheit. J. Diemer, Mainz 1880, Volltext.
6. ↑  Johan Bierens de Haan: Werkzeuge und Werkzeuggebrauch bei den Tieren. In: Die Naturwissenschaften. Band 15, Nr. 23, 1927, S. 481–487, doi:10.1007/BF01506569.
7. ↑  Michael Haslam et al.: Primate archaeology. In: Nature. Band 460, 2009, S. 339–344, doi:10.1038/nature08188.
8. ↑  Hans Werner Ingensiep: Der kultivierte Affe. Philosophie, Geschichte, Gegenwart. S. Hirzel, Stuttgart 2013, S. 101, ISBN 978-3-7776-2149-4.
9. ↑  Charles Darwin: The Descent of Man, and Selection in Relation to Sex. Band 1,  1. Auflage, 1871, S. 51.
10. ↑   Thonas Savage und Jeffries Wyman: Observation on the external characters and habits of Troglodytes niger, Geoff. and on its organization. In: Boston Journal of Natural History. Band 4, 1844, S. 383, Volltext.
11. ↑   Andrew Whiten und William C. McGrew: Piecing together the history of our knowledge of chimpanzee tool use. In: Nature. Band 411, 2001, S. 413, doi:10.1038/35078241.
12. ↑  Thomas Wynn et al.: “An ape’s view of the Oldowan” revisited. In: Evolutionary Anthropology: Issues, News, and Reviews. Band 20, Nr. 5, 2011, S. 185, doi:10.1002/evan.20323.
13. ↑  Kathelijne Koops et al.: Chimpanzees and bonobos differ in intrinsic motivation for tool use. In: Scientific Reports. Band 5, Nr. 11356, 2015, doi:10.1038/srep11356.
14. ↑  Kathy D. Schick et al.: Continuing Investigations into the Stone Tool-making and Tool-using Capabilities of a Bonobo (Pan paniscus). In: Journal of Archaeological Science. Band 26, Nr. 7, 1999, S. 821–832, doi:10.1006/jasc.1998.0350.
15. ↑  Itai Roffman et al.: Stone tool production and utilization by bonobo-chimpanzees (Pan paniscus). In: PNAS. Band 109, Nr. 36, 2012, S. 14500–14503 doi:10.1073/pnas.1212855109.
16. ↑  Speaking Bonobo. Auf: smithsonianmag.com, November 2006.
 Amazing photos of Kanzi the bonobo lighting a fire and cooking a meal. (Memento vom 15. Februar 2012 im Internet Archive) Fotostrecke auf telegraph.co.uk.
17. ↑  Itai Roffman et al.: Preparation and use of varied natural tools for extractive foraging by bonobos (Pan Paniscus). In: American Journal of Physical Anthropology. Band 158, Nr. 1, 2015, S. 78–91, doi:10.1002/ajpa.22778.
18. 1 2  William C. McGrew: Chimpanzee Technology. In: Science. Band 328, Nr. 5978, 2010, S. 579–580, doi:10.1126/science.1187921.
19. ↑  N. N.: Teneriffe Chimpanzees. In: JAMA. Band 76, Nr. 6, 1921, S. 394, Volltext.
20. ↑  Meredith P. Crawford: The cooperative solving of problems by young chimpanzees. In: Comparative Psychological Monograph. Band 14, Nr. 2, 1937, S. 1–88.
21. ↑  Fred G. Merfield und Harry Miller: Gorillas were my Neighbours. Verlag Longmans, London 1956. Hier zitiert aus der Sonderausgabe in The Companion Book Club, London 1957, S. 64, Volltext.
22. ↑  Jane Goodall: Tool-Using and Aimed Throwing in a Community of Free-Living Chimpanzees. In: Nature. Band 201, 1964, S. 1264–1266, doi:10.1038/2011264a0.
23. ↑  Irenäus Eibl-Eibesfeldt: Grundriss der vergleichenden Verhaltensforschung. 7. Auflage, Piper, München und Zürich 1987, S. 443, ISBN 3-492-03074-2.
 vergl.: Jane van Lawick-Goodall: The Behaviour of Free-living Chimpanzees in the Gombe Stream Reserve. In: Animal Behaviour Monographs. Band 1, Nr. 3, 1968, S. 161–311, doi:10.1016/S0066-1856(68)80003-2.
24. ↑  Schimpansen greifen die Attrappe eines Leoparden an. Video auf youtube.com.
25. ↑  Peter Weber: Der domestizierte Affe. Walter Verlag, 2005.
26. ↑  Lydia V. Luncz, Roger Mundry, Christophe Boesch: Evidence for Cultural Differences between Neighboring Chimpanzee Communities. In: Current Biology. Band 22, Nr. 10, 2012, S. 922–926, doi:10.1016/j.cub.2012.03.031.
Werkzeug-Gebrauch bei Schimpansen: Eine Frage der Kultur. Auf: idw-online.de vom 10. Mai 2012.
 Giulia Sirianni, Roger Mundry und Christophe Boesch: When to choose which tool: multidimensional and conditional selection of nut-cracking hammers in wild chimpanzees. In: Animal Behaviour. Band 100, 2015, S. 152–165, doi:10.1016/j.anbehav.2014.11.022.
27. ↑  Webseite von Christophe Boesch
28. ↑  Die Werkstatt der Affen. Auf: geo.de vom 4. August 2002.
29. ↑  Tomos Proffitt et al.: Identifying functional and regional differences in chimpanzee stone tool technology. In: Royal Society Open Science. Band 9, Nr. 9, 2022, doi:10.1098/rsos.220826.
 Steinwerkzeugvielfalt bei Schimpansen. Auf: idw-online.de vom 21. September 2022.
30. ↑  Susana Carvalho, Dora Biro, William C. McGrew und Tetsuro Matsuzawa: Tool-composite reuse in wild chimpanzees (Pan troglodytes): archaeologically invisible steps in the technological evolution of early hominins? In: Animal Cognition. Band 12 (Suppl. 1), 2009, S. 103–114, doi:10.1007/s10071-009-0271-7.
31. ↑  Ebenfalls bei Bossou wurde mehrfach beobachtet, dass Schimpansen Schlingfallen gezielt außer Funktion setzen: Gaku Ohashi und Tetsuro Matsuzawa: Deactivation of snares by wild chimpanzees. In: Primates. Band 52, Nr. 1, 2011, S. 1–5, doi:10.1007/s10329-010-0212-8.
Wild chimps outwit human hunters. Auf: bbc.co.uk vom 3. September 2010.
32. ↑  David R. Braun et al.: Stone selection by wild chimpanzees shares patterns with Oldowan hominins. In: Journal of Human Evolution. Band 199, 2025, 103625, doi:10.1016/j.jhevol.2024.103625.
33. ↑  Elliot Howard-Spink et al.: Old age variably impacts chimpanzee engagement and efficiency in stone tool use. In: eLive. 15. Juli 2025, doi:10.7554/eLife.105411.3.
34. ↑  Christophe Boesch, Daša Bombjaková, Adam Boyette und Amelia Meier: Technical intelligence and culture: Nut cracking in humans and chimpanzees. In: American Journal of Physical Anthropology. Band 163, Nr. 2, 2017, S. 339–355, doi:10.1002/ajpa.23211.
 Christophe Boesch, Daša Bombjaková, Amelia Meier und Roger Mundry: Learning curves and teaching when acquiring nut-cracking in humans and chimpanzees. In: Scientific Reports. Band 9, Artikel Nr. 1515, 2019, doi:10.1038/s41598-018-38392-8.
35. ↑  Kompetente Schimpansen-Nussknacker. Auf: idw-online.de vom 6. Februar 2019.
36. ↑   Mathieu Malherbe et al.: Protracted development of stick tool use skills extends into adulthood in wild western chimpanzees. In: PLoS Biology. Band 22, Nr. 5, 2024, e3002609, doi:10.1371/journal.pbio.3002609.
37. ↑  Julio Mercader, Melissa Panger und Christophe Boesch: Excavation of a Chimpanzee Stone Tool Site in the African Rainfores. In: Science. Band 296, Nr. 5572, 2002, S. 1452–1455, doi:10.1126/science.1070268.
38. ↑  Julio Mercader, Huw Barton, Jason Gillespie, Jack Harris, Steven Kuhn, Robert Tyler und Christophe Boesch: 4300-year-old chimpanzee sites and the origins of percussive stone technology. In: PNAS. Band 104, Nr. 9, 2007, S. 3043–3048, doi:10.1073/pnas.0607909104.
Die Schimpansen-Steinzeit. Westafrikanische Schimpansen knacken Nüsse mit Steinwerkzeugen bereits seit Tausenden von Jahren. Auf: mpg.de vom 13. Februar 2007.
39. ↑  Jill D. Pruetz, Paco Bertolani: Savanna Chimpanzees, Pan troglodytes verus, Hunt with Tools. In: Current Biology. Band 17, Nr. 5, 2007, S. 412–417, doi:10.1016/j.cub.2006.12.042.
40. ↑  Ann Gibbons: Spear-Wielding Chimps Seen Hunting Bush Babies. In: Science. Band 315, Nr. 5815, 2007, S. 1063, doi:10.1126/science.315.5815.1063.
41. ↑  Jill D. Pruetz et al.: New evidence on the tool-assisted hunting exhibited by chimpanzees (Pan troglodytes verus) in a savannah habitat at Fongoli, Sénégal. In: Royal Society Open Science. Online-Veröffentlichung vom 15. April 2015, doi:10.1098/rsos.140507.
42. ↑  Christophe Boesch, Josephine Heada und Martha M. Robbins: Complex tool sets for honey extraction among chimpanzees in Loango National Park, Gabon. In: Journal of Human Evolution. Band 56, Nr. 6, 2009, S. 560–569, doi:10.1016/j.jhevol.2009.04.001.
43. ↑  Stella M. Brewer und W.C. McGrew: Chimpanzee Use of a Tool-Set to Get Honey. In: Folia Primatologica. Band 54, Nr. 1–2, 1990, S. 100–104, doi:10.1159/000156429.
44. ↑  Jon Cohen: The world through a chimp’s eyes. In: Science. Band 316, Nr. 5821, 2007, S. 44–45, doi:10.1126/science.316.5821.44.
45. ↑  T. C. Hicks et al.: Bili-Uéré: A Chimpanzee Behavioural Realm in Northern Democratic Republic of Congo. In: Folia Primatologica. Band 90, 2019, S. 3–64, doi:10.1159/000492998.
Neue Schimpansenkultur entdeckt. Auf: idw-online.de vom 25. Februar 2019.
46. ↑  Stephanie Musgrave et al.: Teaching varies with task complexity in wild chimpanzees. In: PNAS. Band 117, Nr. 2, 2020, S. 969–976, doi:10.1073/pnas.1907476116.
 Tool sharing in wild chimpanzees. Auf: eurekalert.org vom 23. Dezember 2019.
47. ↑  Christophe Boesch et al.: Chimpanzee ethnography reveals unexpected cultural diversity. In: Nature Human Behaviour. Band 4, 2020, S. 910–916, doi:10.1038/s41562-020-0890-1.
48. ↑  Kathelijne Koops et al.: Chimpanzees prey on army ants at Seringbara, Nimba Mountains, Guinea: Predation patterns and tool use characteristics. In: American Journal of Primatology. Band 77, Nr. 3, 2015, S. 319–329, doi:10.1002/ajp.22347.
49. ↑  R. Adriana Hernandez-Aguilar et el.: Savanna chimpanzees use tools to harvest the underground storage organs of plants. In: PNAS. Band 104, Nr. 49, 2007, S. 19210–19213, doi:10.1073/pnas.0707929104.
50. ↑  Alba Motes-Rodrigo et al.: Chimpanzee extractive foraging with excavating tools: Experimental modeling of the origins of human technology. In: PLoS ONE. Band 14, Nr. 5, e0215644. doi:10.1371/journal.pone.0215644.
51. ↑  Kathelijne Koops, William C. McGrew und Tetsuro Matsuzawa: Do chimpanzees (Pan troglodytes) use cleavers and anvils to fracture Treculia africana fruits? Preliminary data on a new form of percussive technology. In: Primates. Band 51, Nr. 2, 2010, S. 175–178, doi:10.1007/s10329-009-0178-6, Volltext (PDF; 271 kB) (Memento vom 22. September 2015 im Internet Archive).
52. ↑  Jan A. R. A. M. van Hooff und Bas Lukkenaar: Captive chimpanzee takes down a drone: tool use toward a flying object. In: Primates. Open-Access-Artikel vom 3. September 2015, doi:10.1007/s10329-015-0482-2, Video der Attacke.
53. ↑  Lethmate, Jürgen.: Problemlöseverhalten von Orang-Utans (Pongo pygmaeus). 1.  Auflage. Parey, Berlin 1977, ISBN 3-489-71436-9.
54. ↑  Jürgen Lethmate: Tool-using skills of orang-utans. In: Journal of Human Evolution. Band 11, Nr. 1, Januar 1982, ISSN 0047-2484, S. 49–64, doi:10.1016/s0047-2484(82)80031-6 (elsevier.com [abgerufen am 25. November 2018]).
55. ↑  Birutė Galdikas: Orang-utan tool-use at Tanjung Puting Reserve, Central Indonesian Borneo (Kalimantan Tengah). In: Journal of Human Evolution. Band 11, Nr. 1, 1982, S. 19–24, IN1, 25–33, doi:10.1016/S0047-2484(82)80028-6.
56. ↑  Carel P. van Schaik et al.: Manufacture and use of tools in wild Sumatran orangutans. Implications for human evolution. In: Naturwissenschaften. Band 83, Nr. 4, 1996, S. 186–188, doi:10.1007/BF01143062.
57. ↑  Carel P. van Schaik et al.: Orangutan Cultures and the Evolution of Material Culture. In: Science. Band 299, Nr. 5603, 2003, S. 102–105, doi:10.1126/science.1078004.
58. ↑  Elizabeth A. Fox und Ibrahim Bin’Muhammad: New tool use by wild Sumatran orangutans (Pongo pygmaeus abelii). In: American Journal of Physical Anthropology. Band 119, Nr. 2, 2002, S. 186–188, doi:10.1002/ajpa.10105.
59. ↑  Natacha Mendes, Daniel Hanus, Josep Call: Raising the level: orangutans use water as a tool. In: Biology Letters. Band 3, 2007, S. 453–455, doi:10.1098/rsbl.2007.0198.
60. ↑  Elisa Bandini et al.: Naïve orangutans (Pongo abelii and Pongo pygmaeus) individually acquire nut-cracking using hammer tools. In: American Journal of Primatology. Band 83, Nr. 9, 2021, 2021, e23304, doi:10.1002/ajp.23304.
 Zum Nussknacken nutzen Orang-Utans spontan einen Holzhammer. (Abbildung + Abbildung) Auf: idw-online.de vom 11. August 2021.
61. ↑  Alba Motes-Rodrigo et al.: Experimental investigation of orangutans’ lithic percussive and sharp stone tool behaviours. In: PLoS ONE. Band 17, Nr. 2, 2022, e0263343, doi:10.1371/journal.pone.0263343.
 Orang-Utans zeigen Voraussetzungen für das Arbeiten mit Steinwerkzeugen. Auf: idw-online.de vom 16. Februar 2022.
62. ↑  10 Wahrheiten über Orang-Utans. Auf: spektrum.de vom 19. August 2018.
63. ↑  Thomas Breuer et al.: First Observation of Tool Use in Wild Gorillas. In: PLOS Biology. Band 3, Nr. 11: e380, 2005, doi:10.1371/journal.pbio.0030380.
64. ↑  A. C. de A. Moura, P. C. Lee: Capuchin Stone Tool Use in Caatinga Dry Forest. In: Science. Band 306, Nr. 5703, 2004, S. 1909, doi:10.1126/science.1102558.
65. ↑  Tierische Steinzeit. (Kapuzineraffen graben mit Steinen nach Futter.) Auf: spektrum.de vom 10. Dezember 2004.
66. ↑  Patrícia Izar et al.: Stone tools improve diet quality in wild monkeys. In: Current Biology. Band 32, Nr. 18, 2022, P4088–4092.e3, doi:10.1016/j.cub.2022.07.056.
67. ↑  Michael Haslam und Tiago Falótico: Nasal probe and toothpick tool use by a wild female bearded capuchin (Sapajus libidinosus). In: Primates. Band 56, Nr. 3, 2015, S. 211–214, doi:10.1007/s10329-015-0470-6.
68. ↑  Madhur Mangalam und Dorothy M. Fragaszy: Wild Bearded Capuchin Monkeys Crack Nuts Dexterously. In: Current Biology. Band 25, Nr. 10, 2015, S. 1334–1339, doi:10.1016/j.cub.2015.03.035.
 Andy Coghlan: Smart monkeys perfect tool use to crack nuts. In: New Scientist. Band 226, Nr. 3020, 2015, S. 11, Onlinetitel: Capuchin monkeys rival chimps as highly skilled nut-crackers.
69. ↑  Elisabetta Visalberghi et al.: Use of stone hammer tools and anvils by bearded capuchin monkeys over time and space: construction of an archeological record of tool use. In: Journal of Archaeological Science. Band 40, Nr. 8, 2013, S. 3222–3232, doi:10.1016/j.jas.2013.03.021.
70. ↑  Luciana Massaro et al.: The strategic role of the tail in maintaining balance while carrying a load bipedally in wild capuchins (Sapajus libidinosus): a pilot study. In: Primates. Band 57, 2016, S. 231–239, doi:10.1007/s10329-015-0507-x.
71. ↑  Tiago Falótico, Tomos Proffitt, Eduardo B. Ottoni, Richard A. Staff und Michael Haslam: Three thousand years of wild capuchin stone tool use. In: Nature Ecology & Evolution. Band 3, 2019, S. 1034–1038, doi:10.1038/s41559-019-0904-4.
72. ↑  Camila Galheigo Coelho et al.: Social tolerance and success-biased social learning underlie the cultural transmission of an induced extractive foraging tradition in a wild tool-using primate. In: PNAS. Band 121, Nr. 48, 2024, e2322884121, doi:10.1073/pnas.2322884121.
73. ↑  Eduardo B. Ottoni und Patrícia Izar: Capuchin monkey tool use: Overview and implications. In: Evolutionary Anthropology. Band 17, Nr. 4, 2008, S. 171–178, doi:10.1002/evan.20185.
74. ↑  Rayssa Durães Mainette et al.: Characterization of Stone Tool Use in Wild Groups of Critically Endangered Yellow-Breasted Capuchin Monkeys (Sapajus xanthosternos). In: American Journal of Biological Anthropology. Band 186, Nr. 2, 2025, e70002, doi:10.1002/ajpa.70002.
75. ↑  Tomos Proffitt et al.: Wild monkeys flake stone tools. In: Nature. Band 539, Nr. 7627, 2016, S. 85–88, doi:10.1038/nature20112.
76. ↑  Tomos Proffitt et al.: Flake production: A universal by-product of primate stone percussion. In: PNAS. Band 122, Nr. 7, 2025, e2420067122, doi:10.1073/pnas.2420067122. 
 Auch Affen produzieren Steinwerkzeuge – unabsichtlich. Auf: wissenschaft.de vom 14. Februar 2025.
77. ↑  Suchinda Malaivijitnond et al.: Stone-tool usage by Thai long-tailed macaques (Macaca fascicularis). In: American Journal of Primatology. Band 69, Nr. 2, 2007, S. 227–233, doi:10.1002/ajp.20342.
78. ↑  Michael D. Gumert und Suchinda Malaivijitnond: Marine Prey Processed With Stone Tools by Burmese Long-Tailed Macaques (Macaca fascicularis aurea) in Intertidal Habitats. In: American Journal of Primatology. Band 149, 2012, S. 447–457, doi:10.1002/ajpa.22143, Volltext (PDF) (Memento vom 21. Juni 2016 im Internet Archive).
79. ↑  Michael Haslam et al.: Use-Wear Patterns on Wild Macaque Stone Tools Reveal Their Behavioural History. In: PLoS ONE. Band 8, Nr. 8, 2013, e72872. doi:10.1371/journal.pone.0072872.
80. ↑  Lydia V. Luncz et al.: Resource depletion through primate stone technology. In: eLive. Online-Publikation vom 8. September 2017, doi:10.7554/eLife.23647.001.
81. ↑  Camilla Cenni et al.: Inferring functional patterns of tool use behavior from the temporal structure of object play sequences in a non-human primate species. In: Physiology & Behavior. Band 222, 2020, 112938, doi:10.1016/j.physbeh.2020.112938.
 Camilla Cenni et al.: Do monkeys use sex toys? Evidence of stone tool-assisted masturbation in free-ranging long-tailed macaques. In: Ethology. Band 128, Nr. 9, 2022, S. 632–646, doi:10.1111/eth.13324.
82. ↑  Alexander J. Waroff et al.: Tool use, problem-solving, and the display of stereotypic behaviors in the brown bear (Ursus arctos). In: Journal of Veterinary Behavior. Band 17, 2017, S. 62–68, doi:10.1016/j.jveb.2016.11.003.
83. ↑  Michael Krützen et al.: Cultural transmission of tool use in bottlenose dolphins. In: PNAS. Band 102, Nr. 25, 2005, S. 8939–8943, doi:10.1073/pnas.0500232102.
84. ↑  Mit Schwamm auf Beutefang. (bebildert) Auf: uzh.ch vom 7. Juni 2005.
85. ↑  Michael Krützen et al.: Cultural transmission of tool use by Indo-Pacific bottlenose dolphins (Tursiops sp.) provides access to a novel foraging niche. In: Proceedings of the Royal Society B. Band 281, Nr. 1784, Online-Veröffentlichung vom 23. April 2014, doi:10.1098/rspb.2014.0374.
86. ↑  Ellen Jacobs et al.: Cultural transmission of animal tool use driven by trade-offs: insights from sponge-using dolphins. In: Royal Society Open Science. Band 12, Nr. 7, 2025, doi:10.1098/rsos.241900.
87. ↑  Sonja Wild, William J.E. Hoppitt, Simon J. Allen, Michael Krützen: Integrating Genetic, Environmental, and Social Networks to Reveal Transmission Pathways of a Dolphin Foraging Innovation. In: Current Biology. Juni 2020, S. S0960982220307569, doi:10.1016/j.cub.2020.05.069 (elsevier.com [abgerufen am 27. Juni 2020]).
88. ↑  Michael N. Weiss, Rachel E. John, Alondra M. Caro-Ruiz, David K. Ellifrit, Charli A. Grimes, Taylor A. Redmond, Arlene A. Vargas, Darren P. Croft: Manufacture and use of allogrooming tools by wild killer whales. In: Current Biology. Band 35, Nr. 12, 23. Juni 2025, ISSN 0960-9822, S. R599–R600, doi:10.1016/j.cub.2025.04.021 (cell.com [abgerufen am 23. Juni 2025]).
89. ↑  Bradley Philip Smith et al.: Spontaneous tool-use: An observation of a dingo (Canis dingo) using a table to access an out-of-reach food reward. In: Behavioural Processes. Band 89, Nr. 3, 2012, S. 219–224, doi:10.1016/j.beproc.2011.11.004.
 Video: Tool use by Sterling the dingo.
90. ↑  Dietmar Jarofke: Jarofkes Elefantenkompendium. Schüling Verlag, Münster 2007, ISBN 3-86523-085-7.
Jeanette Schmid: Verhalten Asiatischer Elefanten (Elephas maximus) im Zoo und Zirkus. Schüling Verlag, Münster 2006, ISBN 3-86523-055-5.
91. ↑  Joyce Poole: Coming of Age With Elephants: A Memoir. Hyperion Books, 1996, ISBN 0-7868-6095-2.
92. ↑  Lea Urban et al.: Water-hose tool use and showering behavior by Asian elephants. In: Current Biology. Online-Veröffentlichung vom 8. November 2024, doi:10.1016/j.cub.2024.10.017.
 Elefantenkuh duscht mit Schlauch. Auf: science.orf.at vom 8. November 2024.
93. ↑  Konstanze Krueger, Laureen Trager, Kate Farmer, Richard Byrne: Tool Use in Horses. In: Animals. Band 12, Nr. 15, Januar 2022, ISSN 2076-2615, S. 1876, doi:10.3390/ani12151876 (mdpi.com [abgerufen am 22. Juli 2022]).
94. ↑  Research, Forschung, Equine, Pferd, Horse. Abgerufen am 22. Juli 2022.
95. ↑  Gabriela Shuster, P. W. Sherman: Tool use by naked mole-rats. In: Animal Cognition. Band 1, Nr. 1, 1998, S. 71–74, doi:10.1007/s100710050009.
96. ↑  K. Okanoya, N. Tokimoto, N. Kumazawa, S. Hirata, A. Iriki: Tool-use training in a species of rodent: the emergence of an optical motor strategy and functional understanding. In: PLoS ONE. Band 3, Nr. 3:e1860, 2008, doi:10.1371/journal.pone.0001860.
97. ↑  Meredith Root-Bernstein et al.: Context-specific tool use by Sus cebifrons. In: Mammalian Biology. Band 98, 2019, S. 102–110, doi:10.1016/j.mambio.2019.08.003.
 Pigs caught on video using tools for the first time. Auf: sciencemag.org vom 7. Oktober 2019.
98. ↑  Unlike Dolphins, Sea Otters That Use Tools Are Not Closely Related. Auf: smithsonianmag.com vom 30. März 2017.
 Warum Otter die cleversten Handwerker des Tierreichs sind. Auf: stern.de vom 30. März 2017.
99. ↑  Michael Haslam et al.: Wild sea otter mussel pounding leaves archaeological traces. In: Scientific Reports. Band 9, Artikel Nr. 4417, 2019, doi:10.1038/s41598-019-39902-y.
 Video: Sea otters' tool use leaves behind distinctive archaeological evidence. Auf: eurekalert.org vom 14. März 2019.
100. ↑  Chris J. Law et al.: Tool use increases mechanical foraging success and tooth health in southern sea otters (Enhydra lutris nereis). In: Science. Band 384, Nr. 6697, 2024, S. 798–802, doi:10.1126/science.adj6608.
 Seeotter schonen die Zähne dank Werkzeuggebrauch. Auf: spektrum.de vom 17. Mai 2024.
101. ↑  Alex A. S. Weir, Jackie Chappell und Alex Kacelnik: Shaping of Hooks in New Caledonian Crows. In: Science. Band 297, Nr. 5583, 2002, S. 981, doi:10.1126/science.1073433; Video. (MOV; 1,3 MB)
102. ↑  Christian Rutz et al.: Tool bending in New Caledonian crows. In: Royal Society Open Science. Online-Veröffentlichung vom 10. August 2016, doi:10.1098/rsos.160439.
103. ↑  Diemut Klärner: Raffinierter Werkzeuggebrauch bei der Neukaledonischen Krähe. In: Frankfurter Allgemeine Zeitung. Nr. 206 vom 5. September 2007, S. N2.
104. ↑  Bernd Heinrich und Thomas Bugnyar: Just how smart are revens? In: Scientific American. April 2007, S. 48.
105. ↑  Christian Rutz et al.: Video Cameras on Wild Birds. In: Science. Band 318, Nr. 5851, S. 765, doi:10.1126/science.1146788.
106. ↑  Barbara C. Klump et al.: New Caledonian crows keep ‘valuable’ hooked tools safer than basic non-hooked tools. In: eLife. 2021; 10, e64829, doi:10.7554/eLife.64829.
 Krähen kennen den Wert ihrer Werkzeuge. Auf: mpg.de vom 21. Dezember 2021.
107. ↑  Christian Rutz et al.: The Ecological Significance of Tool Use in New Caledonian Crows. In: Science. Band 329, Nr. 5998, 2010, S. 1523–1526, doi:10.1126/science.1192053.
108. ↑  Alex H. Taylor, Russell D. Gray et al.: Spontaneous Metatool Use by New Caledonian Crows. In: Current Biology. Band 17, Nr. 17, 2007, S. 1504–1507, doi:10.1016/j.cub.2007.07.057.
109. ↑  Alex H. Taylor et al.: Complex cognition and behavioural innovation in New Caledonian crows. In: Proceedings of the Royal Society B. Band 277, Nr. 1694, 2010, S. 2637–2643, doi:10.1098/rspb.2010.0285.
110. ↑  Joanna H. Wimpenny et al.: Cognitive Processes Associated with Sequential Tool Use in New Caledonian Crows. In: PLoS ONE. Band 4, Nr. 8: e6471, 2009, doi:10.1371/journal.pone.0006471.
111. ↑  Auguste M. P. von Bayern et al.: Compound tool construction by New Caledonian crows. In: Scientific Reports. Band 8, Artikel-Nr. 15676, 2018, doi:10.1038/s41598-018-33458-z.
112. ↑  Christian Rutz, Barbara C. Klump, Lisa Komarczyk et al.: Discovery of species-wide tool use in the Hawaiian crow. In: Nature. Band 537, Nr. 7620, 2016, S. 403–407, doi:10.1038/nature19103, Abbildung einer Hawaiikrähe mit Stöckchen auf den Titel von Nature.
113. ↑  Alice M.I. Auersperg et al.: Spontaneous innovation in tool manufacture and use in a Goffin’s cockatoo. In: Current Biology. Band 22, Nr. 21, 2012, S. R903-R904, doi:10.1016/j.cub.2012.09.002.
Kluger Kakadu mit handwerklichem Geschick. Auf: idw-online vom 6. November 2012.
114. ↑  The Innovative Cockatoo: Figaro Invents, Makes, and Uses a Tool. Mit Abbildungen und einem sehenswerten Video. Auf: sciencemag.org vom 5. November 2012.
115. ↑  Alice M. I. Auersperg et al.: Goffin’s cockatoos make the same tool type from different materials. In: Biology Letters. Band 12, Nr. 11, November 2016, doi:10.1098/rsbl.2016.0689.
 Goffin’s cockatoos make same tool from different materials. Video auf theguardian.com vom 16. November 2016.
 Abbildung von Vogel mit abgetrenntem Pappstreifen / Abbildung des Werkzeuggebrauchs auf idw-online.de vom 16. November 2016.
 Kakadus können Werkzeuge aus verschiedenen Materialen basteln. Auf: idw-online.de vom 16. November 2016.
116. ↑  Isabelle B. Laumer et al.: Can hook-bending be let off the hook? Bending/unbending of pliant tools by cockatoos. In: Proceedings of the Royal Society B. Online-Veröffentlichung vom 6. September 2017, doi:10.1098/rspb.2017.1026.
 Der Kakadu hat (k)einen Haken. Auf: univie.ac.at vom 6. September 2017.
117. ↑  Alice M. I. Auersperg et al.: Social transmission of tool use and tool manufacture in Goffin cockatoos (Cacatua goffini). In: Proceedings of the Royal Society B. Band 281, Nr. 1793 20140972, 2014, doi:10.1098/rspb.2014.0972.
 Auch Kakadus gucken voneinander ab. Auf: scinexx.de vom 3. September 2014.
118. ↑  Alice M. I. Auersperg et al.: Safekeeping of tools in Goffin’s cockatoos, Cacatua goffiniana. In: Animal Behaviour. Band 128, 2017, S. 125–133, doi:10.1016/j.anbehav.2017.04.010
119. ↑  Mark O’Hara et al.: Wild Goffin’s cockatoos flexibly manufacture and use tool sets. In: Current Biology. Online-Veröffentlichung vom 31. August 2021, doi:10.1016/j.cub.2021.08.009.
 Wild cockatoos make their own cutlery sets. Auf: science.org vom 31. August 2021.
120. ↑  Antonio J. Osuna-Mascaró et al.: Flexible tool set transport in Goffin’s cockatoos. In: Current Biology. Online-Veröffentlichung vom 10. Februar 2023, doi:10.1016/j.cub.2023.01.023.
121. ↑  Robert Heinsohn et al.: Tool-assisted rhythmic drumming in palm cockatoos shares key elements of human instrumental music. In: Science Advances. Band 3, Nr. 6, 2017, e1602399, doi:10.1126/sciadv.1602399.
 Andrew Wagner: Watch this cockatoo make music with a stick. Auf: sciencemag.org vom 28. Juni 2017, doi:10.1126/science.aan7030 (mit einem Video).
122. ↑  Christopher D. Birda, Nathan J. Emery: Insightful problem solving and creative tool modification by captive nontool-using rooks. In: PNAS. Band 106, Nr. 25, 2009, S. 10370–10375, doi:10.1073/pnas.0901008106.
123. ↑  Alice M. I. Auersperg et al.: Flexibility in Problem Solving and Tool Use of Kea and New Caledonian Crows in a Multi Access Box Paradigm. In: PLoS ONE. Band 6, Nr. 6: e20231, 2011, doi:10.1371/journal.pone.0020231.
124. ↑  Alice M. I. Auersperg et al.: Navigating a tool end in a specific direction: stick-tool use in kea (Nestor notabilis). In: Biology Letters. Band 7, Nr. 6, 2011, S. 825–828, doi:10.1098/rsbl.2011.0388.
125. ↑  Laut Otto Koehler in: Grzimeks Tierleben, Sonderband Verhaltensforschung.
126. ↑  im Journal für Ornithologie (Band 103, 1962, S. 92 ff.)
127. ↑  Joanna Dally: Don’t call me birdbrained. In: New Scientist vom 23. Juni 2007, S. 35–37.
128. ↑  K. R. L. Hall: Tool-using performances as indicators of behavioral adaptability. In: Current Anthropology, Band 4, Nr. 5, 1963, Zusammenfassung.
129. ↑  A. H. Chisholm: The use by birds of “tools” or “instruments”. In: Ibis, Band 96, Nr. 3, 1954, S. 380–383, doi:10.1111/j.1474-919X.1954.tb02331.x.
130. ↑  Megan L. Lambert, Amanda M. Seed und Katie E. Slocombe: A novel form of spontaneous tool use displayed by several captive greater vasa parrots (Coracopsis vasa). In: Biology Letters. Online-Publikation vom 16. Dezember 2015, doi:10.1098/rsbl.2015.0861.
131. ↑  Annette L. Fayet, Erour Snær Hansen und Dora Biro: Evidence of tool use in a seabird. In: PNAS. Band 117, Nr. 3, 2020. S. 1277–1279, doi:10.1073/pnas.1918060117.
 Alice M. I. Auersperg et al.: Do puffins use tools? In: PNAS. Online-Vorabveröffentlichung vom 19. Mai 2020, doi:10.1073/pnas.2001988117.
132. ↑  Giacomo Bernardi: The use of tools by wrasses (Labridae). In: Coral Reefs, 2011; doi:10.1007/s00338-011-0823-6, Volltext; Video auf Youtube.
133. ↑  Michael J. Kuba, Ruth A. Byrne, Gordon M. Burghardt: A new method for studying problem solving and tool use in stingrays (Potamotrygon castexi). In: Animal Cognition. Band 13, Nr. 3, 2010, S. 507–513, doi:10.1007/s10071-009-0301-5.
134. ↑  Robert St. Amant und Thomas E. Horton: Revisiting the definition of animal tool use. In: Animal Behaviour. Band 75, 2008, S. 1199–1208, doi:10.1016/j.anbehav.2007.09.028.
135. ↑  Robert W. Shumaker, Kristina R. Walkup und Benjamin B. Beck: Animal Tool Behavior: The Use and Manufacture of Tools by Animals. Johns Hopkins University Press, 2011, ISBN 978-0-8018-9853-2.
136. ↑  im Original: „the external employment of an unattached environmental object to alter more efficiently the form, position, or condition of another object, another organism, or the user itself when the user holds or carries the tool during or just prior to use and is responsible for the proper and effective orientation of the tool.“ In: Shumaker / Walkup / Beck: Animal Tool Behavior […], S. 4.
137. ↑  Darren Naish: Tool use in crocodylians: crocodiles and alligators use sticks as lures to attract waterbirds. In: Scientific American, 30. November 2013.
138. ↑  laut Otto Koehler in: Grzimeks Tierleben, Sonderband Verhaltensforschung.
139. ↑  Valerie S. Banschbach et al.: Tool use by the forest ant Aphaenogaster rudis: Ecology and task allocation. In: Insectes Sociaux. Band 53, Nr. 4, 2006, S. 463–471, doi:10.1007/s00040-006-0897-2.
140. ↑  István Maák et al.: Tool selection during foraging in two species of funnel ants. In: Animal Behaviour. Band 123, 2017, S. 207–216, doi:10.1016/j.anbehav.2016.11.005.
 Ants craft tiny sponges to dip into honey and carry it home. Auf: newscientist.com vom 30. Dezember 2016.
141. ↑  Julian K. Finn, Tom Tregenza und Mark D. Norman: Defensive tool use in a coconut-carrying octopus. In: Current Biology. Band 19, Nr. 23, 2009, S. R1069–R1070, doi:10.1016/j.cub.2009.10.052.
142. ↑  Andy Szabo et al.: Solitary humpback whales manufacture bubble-nets as tools to increase prey intake. In: Royal Society Open Science. Online-Veröffentlichung vom 21. August 2024, doi:10.1098/rsos.240328.
 Buckelwale als Werkzeugmacher? Auf: scinexx.de vom 22. August 2024.
 Beutefang: Durch die Augen der Buckelwale. Video zeigt Jagd mit Blasennetzen aus der Perspektive der Meeressäuger. Auf: scinexx.de vom 14. Oktober 2019.